# 無敵超人ザンボット3
『無敵超人ザンボット3』（むてきちょうじんザンボットスリー）は、日本サンライズ制作の日本のロボットアニメ。テレビアニメとして1977年から名古屋テレビほかで放送された。

## 概要
サンライズ（当時は日本サンライズ）が、前身の創映社より改組・独立後のオリジナル作品第1作。タイトルの『ザンボット3』には「3機合体のロボット」と「サンライズのロボット」という2つの意味がある。本作は名古屋テレビの制作だが、当時は東京・大阪以外のテレビ局によるアニメ制作は異例なことだった。なお、同局が制作した初のアニメ作品は1969年の『六法やぶれクン』（東京ムービー制作）であり、本作は2作目にあたる。
本作はオリジナル作品ではあるが、サンライズの井上幸一は「サンライズ作品は本当の意味でのオリジナル作品は、僕は少ないと思っているんです」と述べており、本作も『マジンガーZ』を参考にした作品としている。
音楽は『天才バカボン』、『キューティーハニー』、『世界名作劇場』の渡辺岳夫と、渡辺と組んで多くの作品を担当した松山祐士。もっぱらスポ根ものや少女もの、名作ものの音楽を作曲してきた渡辺と松山が、初めて手がけたロボットアニメである。
敵方のメカが登場する際に、その名前がテロップで紹介されるなど、いかにもスーパーロボットアニメ風の演出はあるが、戦乱の中での生活、戦闘シーンでのリアルな心理描写（特に戦闘に臨むことへの怖れ）、惨殺される人間、レギュラー出演のサブキャラクターが犠牲となる「人間爆弾」、主人公たちが一般人から迫害される等、ハードな設定と演出がある。
主人公たちは純粋な地球人ではなく、ガイゾックの追撃から逃れ、放浪の末に地球にたどり着き、日本に住みついた異星人・ビアル星人の末裔 である。物語の前半では、主人公たちと宿敵ガイゾックとの戦いで、建物や住民が被害を被り、主人公たちが地球にガイゾックを「連れてきた」元凶であると誤解され、地球人に迫害されるという構図が繰り返し提示される。最終話では、ガイゾックはガイゾック星人により作られたコンピューターであり、平和のためにビアル星人を含む悪意に満ちた生物を滅ぼすことを目的とし、同じく危険な地球人を滅ぼすために飛来した事が明らかになるという、従来の単純な公式「勧善懲悪」に対して“正義とは何ぞや、誰がそれを決めるのか”と疑問を投げかける内容となっている。最終話の放映後、「プロダクション、スポンサー、広告代理店が真っ青になった」と監督の富野由悠季（制作当時は本名の富野喜幸）は語っている。
最後の敵の正体は、SF小説『バーサーカー・シリーズ』にインスパイアされたものである。
最終話ラストは傷つき疲れ果てた主人公に、それまで非難していたはずの人々が歓声をあげて駆け寄るシーンで物語がしめくくられる。

### 企画の経緯とデザイン作業
サンライズの前身である創映社は東北新社の子会社である。創映社は『ゼロテスター』や『勇者ライディーン』などを成功させたが、これらの作品の収益はほとんど親会社の東北新社に取られ、社内では不満が溜まっていた。創映社の立ち上げに関与した沼本清海は玩具メーカーのタカラ（現・タカラトミー）に転職、独立を望む創映社に沼本はそれまで『やわらかベビー』等の女児向き玩具を販売していた玩具メーカーのクローバーを紹介。クローバーには自社の知名度向上やキャラクター商品強化の意向があり、両社の利害が一致、かくして創映社は東北新社から独立し、日本サンライズとなる。
広告代理店は東洋エージェンシー（現・創通）という小規模な企業に決まった。当時の大手・中堅の広告代理店は手を挙げなかった。
本作は当初戦国時代を舞台としたロボットアニメとして構想された。それまでのロボットデザインは『マジンガーZ』のように西洋の甲冑をイメージしたものが多かったが、本作は日本の戦国時代の武者鎧をモチーフとしている。頭部の三日月は（デザインは異なるものの）伊達政宗の兜の意匠からであり、胴体は陣羽織風、武器も刀や槍と和風である。その一方で、ザンボ・エースの武器はピストルやライフル等の銃器であり、いわばチャンバラとガン・アクションの折衷となっている。なお、ロボットアニメに本格的なガン・アクションを取り入れたのも本作が最初である。
当時、サンライズは東映の下請けとして『超電磁ロボ コン・バトラーV』、『超電磁マシーン ボルテスV』を制作しており、日本サンライズ企画室長（当時）だった山浦栄二が構想した本作の企画も、『コン・バトラー』、『ボルテス』と同じく5機合体ロボットだったが、サンライズ側の作業負担、クローバー側のコストや技術上の問題から3機合体ロボットに変更された。また、血縁者の団体が戦う「ファミリーアクション」路線を発案した山浦の指名により鈴木良武が作成した企画書には「主人公の一族が宇宙人の子孫」「日本各地にメカが散らばっている」「敵の正体がコンピューター」などと記され、完成作の要素が見られる。さらに中途から参加した富野喜幸によって「周囲に被害を与えてしまう主人公」「市民に迫害される主人公」「善悪逆転の構図」などの要素が追加された。
ごく初期の登場人物は、プレゼン用や叩き台として暫定的な概念デザインが起こされた（蛭田充の手によるものと推測されている）。その後、正式なキャラクターデザインが安彦良和に依頼されたが、安彦は作画監督については引き受けなかった（後のインタビューでその理由として、当時は『さらば宇宙戦艦ヤマト』の作業で手一杯で物理的に不可能だったため止む無く断った、と答えている）。とはいえ、実際に安彦が携わった作業は単なる人物キャラの設定にとどまらず、後述するメカデザインのクリンナップやOP・EDの作画修正など、多岐にわたっている。
一方、メカニックについては平山良二（現・藤原良二）が「メカニカル・デザイン」の肩書でクレジットされているが、実際には表に出ていない数多くのデザイナーが関与している。ザンボット3（以下、3機の各メカも含む）の原案は平山によるものであるが、スタジオぬえによって具体的なメカデザインが詰められた後、決定デザインは再び平山によってクリンナップされた。さらにこれを元に安彦良和がアニメ作画用にクリンナップを行っている。なお、安彦によるアニメ用のリライトはザンボット3にとどまらず、敵メカのデザインにも及んだ。メカ・ブーストの原案は蛭田充が描き起こしていたが、それらのラフを受け取った安彦が、様々なパーツ単位で組み合わせてデザインを決定し、最終的にクリンナップしたという。
キング・ビアルはスタジオぬえの宮武一貴によってデザインされ（詳細は後述）、平山がクリンナップした。バンドックの原案は大河原邦男で（大河原は雑誌展開用にザンボット3の内部図解も描いている）、その段階では正面からのアングルしか描かれていなかったため、全体像や再調整・ディティールアップ、内部デザインなどはスタジオぬえが作成している。その他、ジープや時計といった細かい小道具関係はその都度、平山とスタジオぬえに割り振られていた。

### 本作品にまつわるエピソード
物語の終盤で主要キャラクターが次々と死亡する展開は、富野の異名「皆殺しの富野」の原点の一つとして語られ、そのスタイルを印象づけた。
ストーリーそのものは長いものではなく、作中での経過時間は2 - 3か月程度である。富野は、「ザンボット3に2クール（6か月）の放送期間は長すぎた」と後に語っている。一見本筋とは無関係な1話完結のエピソードがいくつか挿入されているが、これは当時の1年もののテレビアニメではよくある手法だった。なお、第20話は、最終話制作終了後に追加注文を受け、急遽制作されたエピソードである。放送済みのエピソードからフィルムやセル画を流用して（バンク）最小限の作画でつなぎ合わせ、新作として仕上げる手法が使われた。
また、後のガンダムシリーズで見られるコックピットの画面挿入（+キャラクターのセリフ）が用いられたのは本作が初めてである。これは作画枚数を節約しつつ、ドラマ性と作品のテンポを維持するために考案された。
キャラクターデザインの安彦良和は、本作に先立って2頭身キャラがたくさん活躍する『ろぼっ子ビートン』の制作に参加しており、その影響から当初のキャラクター原案がつい頭身の低いものとなってしまったため、富野に「もう少し足が長くならないか」と唯一と言っていいリテイクを食らったという。
当時の日本サンライズは正式に発足したばかりで、制作状況は厳しいものであった。それもあってか、恵子の戦闘服の色が赤だったり（第3話）、ビアルI世単機のはずがキングビアルだったり（第17話）、ザンボット3の額の三日月の向きが左右逆になる（第8、9、16、17話ほか）など、セル画の作画・配色ミスが多く存在するほか、回によって作画のばらつきがみられる。また、今日アニメ制作には作画監督が必須となっているが、本作は諸般の事情で作画監督を置かなかった。富野は『重戦機エルガイム』の放送に先駆けた前夜祭番組『エルガイムスペシャル』に出演した際、これまでに手がけた番組として本作の映像が紹介された時に自分も原画を描いたと明かしている。またエッセイ『だから僕は…』の中では、下請けとして日本サンライズが実制作を請け負っていた東映制作の『超電磁マシーン ボルテスV』と比較して、自社が制作する作品なのに冷遇されていることが理解できなかった、と当時の日本サンライズの劣悪な制作体制について述懐している。安彦も、当時はオフィス・アカデミーでの『宇宙戦艦ヤマト』関係の作業から離れることができずキャラクターデザインのみの参加となったので、サンライズに「頼むから良い作監をつけて下さい」と依頼したものの聞き入れられなかったため、そのいい加減さに「作監がいない（=不在）なんて、とんでもない話だ!」「なぜ下請けのほうにいいスタッフを集めているのか」と、苦言を呈した事を明らかにしている。なお、サンライズ側も作画の乱れを懸念したのか、次回作の『無敵鋼人ダイターン3』からは作画監督を置くようになったが、次々回作『機動戦士ガンダム』のシリーズ終盤で自身が倒れて一部の回が作監不在となった際に、またも代役の作監を置かなかった当時のサンライズに対し、安彦は不満を漏らしている。
そんな中、青木悠三が原画マンとして参加していた第1話はBパートの原画をほとんど青木が担当している他、金田伊功が原画マンとして参加していたスタジオZの回（5話・10話・16話・22話）は、「金田パース」や「金田光り」、「金田ビーム」といった独自の演出を、多くのアニメファンに認知させることとなった。
本作は好成績を収め、1982年にはテレビ朝日で7月19日 - 8月26日（8月5日を除く）、月曜 - 木曜10:00 - 10:30の時間枠で再放送された。富野による『無敵超人ザンボット3』の劇場版も企画されたが、沙汰止みとなっている。

## 商業効果
本作の玩具は大ヒットを記録したが、田淵煕一が『トイジャーナル』1978年2月号の「タカラ」（現・タカラトミー）に寄せた文章には「スーパーカー・ブーム、ラジオコントロールカー・ブームによって、キャラクター市場が蒙った影響は甚大だと思います。購買年齢を見ても、スーパーカーを買っていたのは、従来ならキャラクター商品を買っていた3 - 6歳の子供たちなのですから」とあり、当時の市場環境は厳しいものであった。
本作が放映された1977年はロボット系のアニメや特撮作品が供給過剰となり、多くの競合作品が脱落している。翌年にはロボットアニメの制作本数が大きく減少し、同年放映開始のロボットアニメ6本とロボット系特撮の番組枠のうち、後番組もロボット系の作品となったのは本作と『ボルテスV』の2本のみである。
トイジャーナルによると、本作のスポンサーで関連商品を発売していたクローバーは本作の商業的成功で自信を得て「今後とも年1本ぐらいは男児番組を提供していく」という方針に転換した。また、本作の商品展開は4 - 5点の「少数集中型」だったが、「新番組ではもう少しラインを拡げる」とした。その結果、トイジャーナル1978年7月号のクローバーの広告によると『無敵鋼人ダイターン3』はメインアイテムだけで12点と大幅に増産された。
玩具開発の沼本によると、本作の玩具はヨーロッパでも好評だったそうである。しかし、金型もヨーロッパに渡ってしまったため、玩具の再発売は不可能とのこと。沼本は後番組の『ダイターン3』の玩具も開発しており、両作の玩具開発を通じて得たノウハウが後の『ダイアクロン』の開発に役立ったそうである。
本作の関連商品で好調なものに、LD-BOXがある。1997年にバンダイビジュアルより発売され、オリコン調べで7319本が売れた。これは1970年代のアニメのLD-BOXとしては『機動戦士ガンダム』と『未来少年コナン』に次ぐ売上であるが、あくまでもオリコン調べの範囲の話であり、オリコンの調査が及ばない通販や音楽流通以外の売上まで含めた総合的な数値というわけではない。

## 評価・影響
2012年9月26日にテレビ朝日で放送された『マツコ&有吉の怒り新党』の「新・3大○○」のコーナーにおいて「日本人が知っておくべき！新・3大『無敵超人ザンボット3』の切ない戦い」として、第5話・第17話・第23話（最終話）が取りあげられた。
俳優の上川隆也は、2014年5月12日に日本テレビで放送されたトーク番組『しゃべくり007』へ出演した際に本作を挙げ、「根気よく最後まで観て頂くと、最後に大どんでん返しが待っています。それは、言えないんですけど。それまでのストーリーが全部ぐるんとひっくり返る瞬間が待っている」と紹介した。
集英社の週刊ヤングジャンプに連載されていた奥浩哉の漫画『GANTZ』へも影響を与えており、同作の最終話は本作の最終話へのオマージュとなっている。
2016年4月2日にフジテレビで放送された土曜プレミアム枠の『有名人が初めて話します！とっておきランキング ここでしか聞けないヒミツの話30連発』 では、スタジオ出演者の市川紗椰のプレゼンによる「アニメ女子が選ぶラストが衝撃！切なすぎるアニメランキングベスト3」で第1位の『伝説巨神イデオン』と第2位の『School Days』に続いて本作が第3位に挙げられ、作中終盤の特攻シーンにはスタジオが騒然となった。

## あらすじ
駿河湾の港町に住む札付きの少年、神勝平は、ライバルの香月真吾との果たし合いの最中、謎の巨大な怪物に襲われる。それは、謎の宇宙人「ガイゾック」が放った殺戮ロボット兵器「メカ・ブースト」だった。
襲撃の最中、勝平は家人が「宝探し」と称し、海底を探索していた訳を知る。勝平たちはガイゾックに母星のビアルを滅ぼされ、地球へ移住したビアル星人の生き残りの子孫だったのだ。ついに地球までその魔の手を伸ばしてきたガイゾックに対し、神（じん）ファミリーは先祖が遺した3つの基地が1つに集結する要塞「キング・ビアル」と、それぞれの基地に積まれていた3つのメカが1つになって完成する巨大ロボット「ザンボット3」で立ち向かう。
だが、ザンボット3とメカ・ブーストの戦いの影響で日本は焦土と化し、地球人はガイゾックよりも神ファミリーを恐れて忌み嫌う。それでもガイゾックと必死に戦う彼らを地球人が理解し始めた頃、ガイゾックは陰惨な人間爆弾作戦を開始し、神ファミリーと地球人を更なる恐怖と絶望へと陥れていく。
そしてついに決戦の火蓋が切られ、宇宙を舞台にガイゾックと神ファミリーが激突、次々と散っていく神ファミリーの犠牲のもとに、勝平はついにガイゾック本体と相まみえるが、その実体であるコンピューターが語る内容に大きな衝撃を受ける。
それでも、これまでの戦いが無駄でなかった事を信じた勝平は、残されたファミリーの捨て身の作戦によって、辛うじて地球に生還。生まれ育った土地の浜辺に横たわる勝平を温かく迎えてくれたのは、かつて神ファミリーを忌み嫌っていた多くの地球人達だった。

## 登場人物

### 神ファミリー
物語における現代から200年前、地球から47光年離れた恒星カペラの第4惑星ビアルでは、戦争を忘れた人々が高度な科学文明を築いて平和に暮らしていたが、突如ガイゾックという謎の勢力による襲撃を受け滅ぼされてしまった。なんとか生き延びたビアル星人たちは、キング・ビアルをはじめとする移民船で新天地を目指して旅立った。そのうち150年前の江戸時代の地球に辿り着いた星人の末裔が、神ファミリーとされる。（以上、第4話）
なお、ビアル星人の末裔と明示されているのは勝平たち孫の世代のみで、親の世代のどちらが（あるいは両方が）そうなのか、3家族以外にビアル星人の末裔が存在するのかについては劇中でも資料でも語られていない。彼らの血縁関係について明記した公式資料は存在しない。

#### ザンボット3搭乗者
神勝平（じん かっぺい）
声 - 大山のぶ代 / 坂本千夏
神家の次男にして本作の主人公。12歳の中学1年生。小柄だがスポーツ万能で、バイクを乗り回す不良少年。曲がったことが大嫌いで、困った人を放っておけない正義感の強い性格。搭乗者3人の中で最年少ということもあり、やや子供っぽい面が強調されていたが、香月との対立と和解、さらに大勢の人たちや、友人知人の生死を目の当たりにしながらも、戦いの中で人間として戦士として着実に成長してゆく。第13話では避難民を戦闘の巻き添えにしてしまい、自己嫌悪から戦闘を拒否する場面もあったが、第9話で死にかけている大滝社長を見捨てずに救助したり、第11話で失敗覚悟でバンドックに何度も突撃をかけたり、第16話でガイゾックに捕らわれた宇宙太と恵子の弟妹たちを見捨てずに助けると主張するなど、その言動がたびたび神ファミリーを突き動かす原動力となる。
最終決戦では参戦した親族全てを失った上、地球を守って戦ってきた自分たちの行動や存在の全てをガイゾックによって否定され、心身耗弱の状態で単身生還したが、地球で待っていた大勢の人々（それまで神ファミリーを敵視していた人々も含む）からその身を気遣われ、温かく迎えられた。
戦闘時にはザンバード/ザンボ・エースに乗り込み、ザンボット3のメイン操縦も担当する。パイロットスーツはショートパンツにタイツ、色は赤。
大山を起用した理由について富野は、「第1話での、奔放な（ある意味、石田国松に通じるような）勝平の姿を表現したかったから」と後に語っている。大山は元々、自身がメカ音痴であることを理由にロボットアニメ系は出演を避けてきたが、本作に限ってはストーリー性の高さが気に入り、仕事を引き受けたという。後にラジオ番組『島本和彦のマンガチックにいこう!』に出演した際、「好きだった番組の一つ」として名前を挙げ、また最終話のクライマックスでのセリフが収録時の勢いで出たアドリブだったと語っており、本作品への思い入れがうかがえる。2024年10月に大山の死去が報じられた際、富野は大山がオーディションを経て勝平役となったことを明かし、来た際には「女性が本当にやってくれるのか」という思いだったがその演技を見てOKを出し、「舞台出身の役者さんの凄みを感じました。発声は確かで演技の幅も広かった。役者としての根本がしっかりしていると感じた。演出は途中から任せていた感じでした」と回想した。
千代錦（ちよにしき）
勝平が飼っている秋田犬で、額にハート型の花びらのような斑があるのが特徴。香月の妹を守ったり、ガイゾック兵士と戦ったりと勇敢な活躍ぶりが多かった。
第2話から勝平と共にザンボ・エースに乗るようになり、コンビネーションスタート時にはかけ声も担当していたが、いつも搭乗しているわけではなく、キング・ビアル（というよりビアルⅠ世に）に残っている時もあった。最終話でバンドック内にてザンボ・エースの脚コクピットが被弾した際に死んだ。
スタジオZの金田伊功は一時期、ロボット犬と思っていたらしい。これは、同時期に金田が作画を手がけた『氷河戦士ガイスラッガー』に登場するジロと混同していたらしく、1982年のアニメージュでの記事や、『20年目のザンボット3』でも、その事を語っている。タバコの火が額に当たったとき首が取れて中から機械が見えるような演出がある（第5話）ほか、超能力らしきものを使っている場面がある。他にも第19話ではバンドックの出現時にミチと共に驚いてしがみ付き合う人間的な仕草も見られた。
神江宇宙太（かみえ うちゅうた）
声 - 森功至 / 古川登志夫 / 神奈延年
神江家の長男で第2話から登場。15歳の中学3年生。将来は電気工学の道に進むことを目指している一方、父・大太からは古武術を習っている。髪の色は茶色で、左目は前髪で隠れている。一見、気障で斜に構えた風も見せるが、理知的で温かみもある性格。勝平とは序盤にしばしば衝突することもあったが、すぐに打ち解け、チームの参謀役になる。パイロットスーツは他の隊員と同じスラックス型、色は青。
ザンブルを操る。第8話で戦闘を放棄して自宅に戻ってしまった一家に対し、「勝平の家族が羨ましい」と漏らしたり、第12話で「未だにガイゾックを倒していないので、周囲に批判されるのは当たり前」とナーバスな感情を見せた時もある。
最終話の戦闘において、ガイゾックの幻術で同士討ちをさせられた際、ビアル1世の攻撃をコクピット周辺に受けて重傷を負う。その直後のバンドックとの戦いで、さらにザンボット3の両手と右足を失うに至り、動力を司る自分のセクションに致命的損害を受け、攻撃力・機動力・出力のほとんどを失ったザンボット3での戦闘継続は、もはや不可能と判断。勝平に突破口を開かせるため恵子に懇願し、ザンバードのみをドッキングアウトさせ、彼女の操縦によってザンブル・ザンベースのみで共にバンドックに特攻。勝平の名を叫びながら短い生涯を終えた。
神北恵子（かみきた けいこ）
声 - 松尾佳子
神北家の長女で宇宙太と同じく第2話から登場。14歳の中学2年生。髪型は赤いリボンで束ねた金髪のポニーテールで瞳は青く、活発で乗馬とアーチェリーが得意。信州の自然の中で育った、大らかでやや気の強い少女。
ザンベースに乗り、ザンボ・エースの支援、ならびに索敵などをこなす。戦闘態勢に入ると生脚にブルマースタイルのパイロットスーツ姿となる。色は緑。第12話では赤の振り袖姿を、第15話では薄緑のビキニ姿も披露している。当初は黒髪でパイロットスーツもピンク色のスカートの設定だったが髪は金髪となり、より女の子らしさをアピールするために戦闘服も変更された。
ふだんは気丈に振る舞っているが、第7話で戦闘を続けていても周囲に理解されずに批判されていたり、第12話で友人たちに責められたりして、弱さや脆さを見せる時もあった。具体的な日付は不明だが、第12話でブッチャーと同じ日に誕生日を祝っている。
最終話で勝平に突破口を開かせるべく宇宙太と共にバンドックに特攻し、両親に「さよなら」の言葉を残して短い生涯を終える。

#### 神家
神梅江（じん うめえ）
声 - 武知杜代子
勝平の祖母。68歳。浪花節よりロックが好き（第7話）。行動的で気が若く、第10話ではガイゾックの罠に陥った初恋の相手・野崎副総理を救うために単身出撃したり、第17話では勝平と共にガイゾックの偽装難民キャンプに潜入したりと活躍した。勝平ら子供たちの良き理解者。
20歳の頃に兵左衛門からもらった茶碗を大事にしており、お互い好きあっていたかのような描写もあるが（第21話）、名字から判るようにふたりは夫婦ではない。
第21話で兵左衛門と共にビアルII世でバンドックに特攻、戦死する。その遺影は翌話で地球に送還される花江のカプセルに収められた。
名前が似通っていることから花江が実の娘という説もあるが、第2話冒頭で花江が「実家に帰らせてもらう」と発言していることから、梅江の実の子は源五郎と思われる。
神一太郎（じん いちたろう）
声 - 野島昭生
神家の長男にして勝平の兄。17歳。勝平からは「いちにいちゃん」と呼ばれている。
努力家で慎重派。弟とは全く異なる理知的な性格だが、第3話で命令を聞かない弟にチームプレイの大切さを説きつつも、そのために行った仕打ちを涙ながらに痛切に詫びたり、第17話では人間爆弾にされた人々を救えない無力感から慨嘆するなど、感情豊かで情が深い。戦闘の際はビアルI世のブリッジで指揮を執り、イオン砲の射撃も担当、第20話では防衛軍兵士にその射撃の指導もした。日頃からの研究熱心さもあって、ビアルやザンボットメカに関してはファミリー随一の知識を持つ。
最終話でガイゾックが滅びた後もかろうじて生き残ってはいたが、大気圏に突入したバンドックをビアルI世で支えて落下速度を減速させ、勝平が脱出するチャンスを作ろうと捨て身の行動に出る。辛うじて目的は達成したものの、自身はビアルI世と共に大気圏で燃え尽きてしまう。
神源五郎（じん げんごろう）
声 - 岡部政明
第6話から登場して戦列に加わる勝平の父。48歳。網元として神水産を経営している。厳格さと包容力を併せ持ち、初登場回で香月への憤りを隠さない勝平を宥めたり、次の回では勝平と共に周囲への不平不満を漏らす宇宙太、恵子を説得したり、第9話では花江と共に、勝平が単身救出に向かった大滝社長を助け上げている。
戦闘面では44マグナムを片腕だけで使いこなす実力者（第11話）。第6話でザンボット3がメカ・ブースト エレギンに苦戦した際には、勝平にザンボットバスターの使用方法をアドバイスし、第11話では兵左衛門と共にバンドックに肉弾攻撃を仕掛けたり、第14話では同じく兵左衛門と一緒に戦闘中の勝平に代わり、避難を拒むアキ一家の救出にも向かっている。第17話では人間爆弾に対してなすすべのない自分達に涙するが、第21話で兵左衛門と梅江が散った後、茫然自失するファミリーに悲しみを堪えてなおバンドックを追撃するよう指示している。
第22話でビアルIII世を操って妻・花江の乗った脱出カプセルの盾となり、さらにガイゾックの守護騎士デスカインとヘルダインに特攻し、戦死した。
神花江（じん はなえ）
声 - 川島千代子
勝平の母。35歳。見た目通りに太っ腹な網元の女房。
いわゆる肝っ玉母さんで、第7話では人に向けて銃を発砲した香月を平手打ちして、その破壊活動を止めた。当初はガイゾックと戦うことを嫌がっており、第9話では（瀕死の大滝社長に対し）子供たちに過酷な運命を背負わせた先祖のビアル星人への不満と怒りも漏らしたりもしたが、次第に神ファミリーの使命と戦う意味を理解してメカの扱いにも熟達し、第20話ではキング・ビアルの計器の操作に慣れていない防衛軍兵士に助言するまでになっていった。第22話では勝平を除いた神家の人々の中で唯一の帰還を果たし、通信機越しに夫・源五郎と最後の会話を交わしている。
名前が似通っていることから梅江の実の娘という説もあるが、第2話冒頭で「実家に帰らせてもらう」と発言していることから、嫁であって梅江の実の娘ではないと思われる。

#### 神江家
神江大太（かみえ だいた）
声 - 滝雅也
宇宙太の父。46歳。東京で開業医を営む（第8話）。性格的にはやや気弱で、妻の尻に敷かれている。医師の立場から、負傷者の治療や人間爆弾の把握などにも少なからず役割を果たしている。
最終決戦では兵左衛門と梅江の戦死もあってか、3家族の母親と幼年組、香月とミチに睡眠薬を投与した後、地球へ送還する。地球に落下していくバンドックから勝平を助けるべく「残ったビアルI世でバンドックを減速させる」作戦を提案するというこれまでの気弱さとは打って変わった大胆さと覚悟を見せる。その結果、ビアルI世は降下の際に大気圏の摩擦熱で燃え尽き、一太郎、久作と共に命を散らせるが、勝平を救うことに成功する。
神江すみ江（かみえ すみえ）
声 - 加川三起（現・鳳芳野）
宇宙太の母。43歳。ざます言葉を使う（第8話ほか）。良くも悪くも戦いに向いていない人であり、家族を連れて、ビアルII世ともども自宅に帰ってしまったこともある（第8話）。そのことから宇宙太には「幸せな家族だ」と皮肉られたが、最終決戦の最中、地球に送還されることになった際、宇宙太は和行ときいろに「母さんを頼む」と告げていたことから、宇宙太は母のことを心の底から嫌っている訳ではなく、気を遣っていたことが窺える。
第9話での一時離散以降は、ガイゾックとの決戦に備えてビアルメカの操縦訓練を受けたようで、第21話では少々情緒不安定ながらも夫をアシストする形でビアルII世をコントロールして戦闘をサポートしたが、翌話で地球に送還されてしまい、花江と同じく夫と通信機越しの最後の会話をする。
神江和行（かみえ かずゆき）
声 - 川島千代子
神江家の次男にして宇宙太の弟。10歳。神ファミリー幼年組では最年長で、最終決戦後に神ファミリーの中で勝平以外に生き残った唯一の男性キャラクター。海洋少年団にいた為、行動力があるが、本編ではそういった設定は描かれていない。
第16話ではきいろと公子を連れて小型潜水艇で出撃し、ガイゾックの捕虜にされたこともあるが、宇宙での戦闘では妹と一緒にビアルII世のドッキングをタイミングを合わせて解除し、接合部に命中寸前だったミサイルを回避する殊勲を挙げた。
『20年目のザンボット3』では、ロボットアニメでは無力で足手まといと思われがちな子供たちを活躍させるのは富野ならではの手法と述べられている。
神江きいろ（かみえ きいろ）
声 - 松尾佳子
神江家の長女で宇宙太の妹。8歳。神ファミリー幼年組の中では最年少。もう1人の兄・和行と一緒に行動することが多い。
金田伊功のお気に入りキャラクターでもあるということで、『無敵鋼人ダイターン3』などの他のアニメにも端役として登場している。

#### 神北家
神北兵左衛門（かみきた へいざえもん）
声 - 永井一郎（ナレーションも兼任）
神ファミリーの長老で、恵子の祖父。75歳。若い頃（40年前）には国連大学に在学していた（第15話）。第1話から神家の面々と一緒に登場していることもあり誤解されることが多いが、名字から判るように勝平の祖父ではなく、梅江とは夫婦ではない。この点は制作スタッフの間でも誤解があったようで、後述のジェイムス提督は勝平を「兵左衛門の孫」と呼んでいる。なお、神ファミリーは自身にとっての祖父母（あるいは父母）かどうかにかかわらず、みな兵左衛門と梅江を「おじいさん（おじいちゃん）」「おばあさん（おばあちゃん）」と呼びならわしている。
網元として留守がちな源五郎の代わりにビアルI世の発掘を手がけており、後にキングビアル及び神ファミリーの総指揮官となる。ガイゾックとの戦いの陣頭指揮を執り、第11話では源五郎と共に自らバンドックに肉弾攻撃をかけるなど硬派な一面も見せた。
第21話では梅江とビアルII世に搭乗、香月が教えてくれたバンドックの急所めがけて特攻し、戦死する。
兵左衛門は予告ナレーションも担当しており、次回予告でサブタイトルを読み上げた後「さて、どう戦い抜くかな?」で締めているが、戦死した回からは「さて、どう戦ってくれるかのう?」に変更された。
設定画には「神北兵左ヱ門」と記入されていることから、資料によってはそのように表記されることがある。なお、『スーパーロボット大戦シリーズ』では参戦当初、神兵左衛門（じん へいざえもん）と記載されていたが、『スーパーロボット大戦Z』で神北兵左衛門に修正され本来の形に落ち着いた。
神北久作（かみきた きゅうさく）
声 - 島田彰
恵子の父。50歳。信州で牧場を経営していた。豪放磊落な性格。第5話で移動式椅子に乗り損ねて息を切らしてビアルIII世のコクピットへ向かったりと、初期には源五郎や大太には無いコミカルな面も見せた。テンガロンハットがトレードマークで、普段でも戦闘中でもその帽子を被っている事が多い。
由美子、公子と共に一時戦線を離れた第12話では恵子を気遣っていた。第22話で由美子と公子をはじめ、ファミリーの女性や子供達を黙って地球へ送り返す際には「せめてもっとましな別れをしたかった･･･」と漏らしている。
最終決戦では一太郎、大太と共に、勝平を救うためビアルI世と共に大気圏突入の摩擦熱で燃え尽きた。
神北由美子（かみきた ゆみこ）
声 - 浦山紀子
恵子の母。45歳。温和そうな見た目とは裏腹に、迷いを見せた娘の自立を促す強い意思も見せる。恵子には誕生日に赤い振り袖を贈っていた。
すみ江と同じく、ビアルの操作訓練を受けたようで、第21話ではメカ・ブースト ダンガルンの素粒子レーザーに苦しむザンボット３を救うために夫と共にバリアー光線を発射してサポートした。翌話で久作から兵左衛門の遺影を託され、公子と共に地球に送還されたが、花江やすみ江のような夫との最後の会話はなかった。
神北 公子（かみきた きみこ）
声 - 加川三起（現・鳳芳野）
神北家の次女で恵子の妹。9歳。神ファミリーで唯一メガネをかけている。姉とは似ておらず、性格もやや内向的で音楽や読書を好む。その一方、同じ幼年組の和行やきいろと共に無茶をすることもあった。第12話で落ち込んでいた恵子に、母からの言葉を伝えて励ましている。最終決戦の最中に地球に送還された際、恵子から形見としてペンダントを託される。

### 地球の人々

#### 香月組
香月真吾（こうづき しんご）
声 - 古川登志夫
勝平の同級生で、悪友グループ・香月組のリーダー。13歳の中学2年生。直情的で喧嘩っ早く、不良少年ではあるが戦災孤児の面倒を見る（第13話）など、根は心優しい。勝平のライバルであり、勝平を自分の副官にしたいとも考えている。両親と妹のかおるとの4人家族で灯台もとの住居に住んでいたが、ガイゾックの侵攻により家を失って避難民となり、第5話で妹を見失って一家は離散してしまう。そのことで神ファミリーを激しく憎み、何度か妨害行為や市民を扇動したこともあったが、第13話で「ガイゾックと戦えるのは、地球では神ファミリーだけ」と理解してからは和解し、ファミリーの協力者となる。
ガイゾックの人間爆弾作戦において次々と舎弟たちを喪っていき、第19話で自身も人間爆弾に改造されかけるが、周囲の助力に偶然も重なってバンドックからの脱出に成功し、勝平たちと合流。その後は神ファミリーと行動を共にして、バンドックの内部構造とガイゾックの実体を教え、バンドックとガイゾック攻略のヒントを与えた。そのままキング・ビアルに乗って最後まで一緒に戦うことを望んでいたが、3家族の母親と幼年組、ミチと共に睡眠薬を投与され、眠っている隙に脱出カプセルで地球に送還された。最終話では傷つき果てて帰還した勝平をミチと共にいち早く迎えに来て、勝平に対する素直な心情を口にした。
初期設定では黒人と日本人のハーフであることで不良となった、とされていた。
林（はやし）
声 - 井上和彦
香月組の一員。香月組もリーダーの香月と同じくガイゾックの侵攻により難民となる。林は浜本同様に第17話においてガイゾックの難民キャンプで人間爆弾にされてしまうが、ガイゾックが誤って改造済みの林を輸送艇に収容しようとした最中に爆発時間を迎え、香月や浜本の目の前で爆死した。
林の爆死とガイゾック兵たちの「背中の手術痕をいちいち確認するわけにもいかない」との会話から、背中の星型のアザ＝人間爆弾の印」であることが地球人と神ファミリーに知られることとなった。
岩本 健太（いわもと けんた）
声 - 戸谷公次
香月組の一員。ガイゾックの捕虜になるも、香月たちの手引きもあって脱出に成功。飢えと過労に悩まされながらも、神ファミリーと合流しガイゾックの収容所の情報を伝える。
脱出時に走行しているトラックの下半分にしがみついてじっと耐える、新聞から情報を得てキングビアルの甲板まで手漕ぎボートで辿り着くなど、香月が連絡役を任せただけあってかなりの行動力を持つ。香月組の数少ない生き残りだが、香月のように神ファミリーと行動を共にはしなかった。
浜本（はまもと）
声 - 石丸博也（第13話）→水島裕（第17話）
香月組の一員。第17話においてガイゾックの難民キャンプで林同様に人間爆弾にされてしまう。林の死後、勝平たちに別れを告げて、同じように人間爆弾にされた人々と共に爆死を受け入れようとするが、死の恐怖に耐えられず、既に亡き両親に助けを求め列を離れるが、大人たちに取り押さえられた状態から爆死。勝平は泣きながら浜本に謝罪した。
山田（やまだ）
声 - 竜田直樹（現・龍田直樹）（第3話）→ 田中崇（現・銀河万丈）（第17話）
香月組の一員。第17話でガイゾックに捕らえられた後、第18話でアキや他の捕虜たちと共にガイゾックの囮作戦に使われる。アキと違い、囮用の救助船がメカ・ブーストの攻撃を受けた際、海に投げ出され死亡した。

#### ブスペア
作中でよく呼ばれた「ブス二人」という意味。勝平のファンクラブである。
アキ
声 - 川島千代子
「ブスペア」の一人。12歳の中学1年生。白のミニスカート姿で、パンチラやバストアップのサービスカットも時々あった。当初はミチと共に勝平に親衛隊と呼ばれていたが、ガイゾック侵攻による生活基盤の喪失と病の床に伏せった母などの鬱憤の矛先を勝平に向けてしまう。しかし、心底勝平を憎むようになっていた訳ではなく、かつて約束したザンボ・エース用のマフラーを作って、避難生活の中でも大切に保管していた（第14話）。その後、自分たちを守るために必死に戦う勝平を目の当たりにし、また母親からの言葉もあって心を動かされ、マフラーを渡して勝平との和解を果たした（第14話）。
第18話でガイゾックによって人間爆弾に改造され勝平に救助されるものの、キングビアルの勝平の部屋で自身の異変に気付かないまま、勝平の叫びも虚しく爆発して儚い最期を遂げる。その後、アキが最期を迎えた勝平の部屋は残骸となったことから外され、遺体のないアキの棺代わりとして水葬された。なお、第14話で一緒に居たはずの両親の、その後の安否は描かれていない。
ミチ
声 - 加川三起（現・鳳芳野）
「ブスペア」の一人。アキと同じく12歳の中学1年生。紫色のジャケットにオレンジ色のショートパンツを着用。ガイゾック侵攻で以前の生活を失ったことから、アキ同様に一時的に勝平を憎んでしまったりもしたが（第5話）、キング・ビアルで怪我の治療を受け神ファミリーと交流を持ったことをキッカケに、アキよりも先にほどなく和解。第14話ではアキと共に手作りのザンボ・エース用のスカーフを贈る。
第18話ではアキ同様にガイゾックの捕虜にされてしまうが、バンドック内で再会した香月の計らいによって、人間爆弾にされる前に脱出に成功。神ファミリーに保護されて、香月が捕虜になっていることを知らせると同時に、自身はアキの死を知らされた。その後は神ファミリーと行動を共にするが、第22話で地球に送り帰される。最終話では「勝平が帰ってくる場所は故郷の駿河湾のはず」という勘に従い、香月と共に駿河湾で勝平を発見。生還を果たしながらも恐怖と寒さに震えて眠る勝平を、膝枕で温めて落ち着かせた。

#### その他
警察署長
声 - 池田勝
第1話・第2話に登場。彼が勝平の名を覚えていることから、勝平が札付きのワルと見なされていることを視聴者に知らせたり、ザンボ・エースを道路交通法上でどう見るかなどと語ったりしている。最終話に再登場し、帰還した勝平の元へ花江ら神ファミリーをジープで送り届けている。
富野は彼を「ラストシーンにとても気をつけて置いた」とのこと。事実、原画では、勝平・香月・ミチ、花江・すみ江・由美子、和行・きいろ・公子ら神ファミリーの関係者以外で唯一明確に指定がされており、立ち位置も花江の隣である（他の群集については「人々は適当に」とのみ書かれている）。富野からは「戦いに関わりもしないくせに、しっかりと生き延びて、全てが終わってからヌケヌケと出てくる嫌な奴」と評されている。
香月かおる（こうづき かおる）
声 - 松原雅子（第4・5、22話）
香月真吾の妹。兄のように勝平を憎んではおらず、第4話で助けられた時には感謝していたが、翌話のザンボット3とメカ・ブーストの戦闘の余波によって兄と離れ離れになってしまい、そのまま互いの安否も判らぬまま音信不通となっていた。
第22話に再登場した時、故郷静岡駿河湾のキャンプに居て両親も健在だった。夜空の流れ星に兄の生存を信じて再会できることを願っていたが、その流れ星こそ地球に送還された兄たちが乗る脱出カプセルだった。
野崎（のざき）
声 - 清川元夢（第10話）→石森達幸（第20話）
第10話・第20話に登場。日本政府の副総理。東京に出現したバンドックに和平使節団の一人として派遣される。ブッチャーの罠にはまって「人間狩りゲーム」の標的とされた政府要人たちが次々と殺されて行く中、危機一髪で難を逃れ神ファミリーに救出される。第20話では、防衛軍の部隊を率いてキング・ビアルとザンボット3貸与の要請に出向いてくるが拒絶されてしまい、業を煮やした配下の部隊長が強引に接収に踏み切る事態となる。しかし、折しも襲来したメカ・ブーストに対する防衛軍パイロットの不慣れな戦いぶりを目の当たりにし、実戦経験の豊富な神ファミリーの実力を認めて全てを彼らに任せることにする。
梅江の初恋の相手でもあり、心情的には神ファミリーの理解者だが、立場上は「現状認識の欠如した政府当局」の代表とならざるを得ず、板ばさみとなる。

#### ゲストキャラクター
神主
声 - 田中崇（現・銀河万丈）
剣道の奉納試合が行われた神社の神主。審査員たちが勝平の参戦を嫌がる中、神主は特に何も言わなかった。
政吉（まさきち）
声 - 田口昂（第14話）
アキの父親で、第4話では駿河湾を避難する人々に混じり、街が破壊された原因を神ファミリーのせいと決めつけ、勝平に「アキと口を利くな!」と罵っていた。北海道の札幌の避難民キャンプにて、妻・和子が負傷したことで神ファミリーをより憎むが、ビアルI世に一時避難し、和子の言葉で考えを改める。
大吉（だいきち）、松五郎（まつごろう）
声 - 龍田直樹（松五郎）
源五郎の仕事仲間。源五郎を慕っているが、彼が大勢の人々に取り囲まれると逃げ出した。
大滝（おおたき）社長
声 - 渡部猛
第9話に登場。ガイゾック襲撃の時、兵左衛門から鉄鋼資材を提供するよう頼まれていたが、当初は他の一般人同様に神ファミリーを毛嫌いし、勝平も足蹴にしていた。
しかし、メカ・ブースト アモンスガーに自らの財産である資材を積んだ船を襲われ、船員は全員死亡、自分だけは辛うじて生き延びたが、重度の凍傷で瀕死となってしまう。しかし、勝平に助けられ、神ファミリーの命がけの戦いを見て心を動かされ、資材を提供する旨をほのめかして息を引き取る。神ファミリーの戦いに理解を示した最初の人物となった。
安西（あんざい）外相
声 - 加藤正之
第10話に出演した日本政府外務大臣。野崎と共に和平使節団の一員としてバンドックに乗りこむが、ブッチャーの罠により、人間狩りの標的にされて無残な死を遂げる。
信一（しんいち）、吉雄（よしお）、ひろみ
声 - 横尾三郎（信一）、水島裕（吉雄）、間嶋里美（ひろみ）
信州での恵子の親友たちで、第12話に登場。ガイゾック襲撃前には恵子と楽しく過ごしていたが、ガイゾックの攻撃で両親を失い、その原因を神ファミリーのせいだと思いこみ、再会した恵子に対し、「人殺し」と罵ってしまう。しかし、負傷したひろみを体を張って助ける恵子を見て3人とも憎しみを氷解させ、恵子を応援して見送った。
チーコ
声 - 松島みのり
第13話にて香月が保護し共に連れていた少女。メカ・ブーストとザンボット3の戦いに巻き込まれた両親が犠牲になったことがトラウマとなって言葉を話せなくなり、巨大ロボットを怖がるようになっていた。虫捕りが趣味。
彼女をそんな目に遭わせたことと戦闘で犠牲となる人々を目の当たりにした勝平は一時戦意を失いかけるが、香月との乱闘の最中にチーコは言葉を取り戻した。そして歩み寄りし始めた香月にハッパをかけられた勝平は戦いに赴く。その後チーコは祖父母の元へ預けられ、恐怖の対象だった巨大ロボ、ザンボ・エースと虫捕りに興じる。
和子（かずこ）
声 - 戸部光代
アキの母親で第14話に登場。ガイゾックの攻撃で負傷し、札幌の病院に収容されていたが、一時避難民キャンプの家族の元に戻っていた。神ファミリーからの救援を渋っていたアキに対し、「勝平さんを本当に敵だと思っているのかい?」と説得し、一時ビアルI世に避難した。
リー・ジェイムス提督
声 - 加藤修
第15話で神ファミリーに支援物資を運ぶ作戦の指揮を執った国連防衛軍の提督。兵左衛門とは古くからの友人であり、40年前は国連大学で同級生だった。20年前から国連防衛軍第7艦隊の艦隊司令官となるが、平和な時代が長く続いたために不運にも実戦経験が全く無いまま、初陣で全軍を率いてガイゾックと戦うことになり、壊滅的敗北を喫していた。
軍の規定で今週いっぱいで退役というなか、輸送船団護衛の任に就く。その戦いにおいてメカ・ブースト デスカメルに襲われているにもかかわらず、神ファミリーの協力を断り、勝ち目の無い無謀な戦いを仕掛けていたように見えたが、大損害を被ってしまった海上輸送船団は実は囮であり、本命の潜水艦による隠密補給を察知されないよう自らを犠牲にした作戦だったことが判明する。
輸送作戦が成功した後、デスカメルに特攻を仕掛けるも致命傷を与えることは叶わず、後のことを神ファミリーに託して戦死。死に際に兵左衛門に「君達は必ず勝つ！勝平のような元気のいい少年がいる限り地球は滅びはせん!!」と檄を飛ばす。
男A、B、C
声 - 山田俊司（現・キートン山田）（A）、石森達幸（B）、田中崇（C）
第19話でバンドックに囚われていた囚人たち。男Aは眼鏡をかけており、人間爆弾にされる恐怖から「もう一度お日様が見たいんだよ!!」と嘆いていた。
男Bは目鼻が整った顔立ちで、既に人間爆弾に改造されていた。
男Cはコンピューター技師で、同じく既に人間爆弾に改造されていたものの、手術の際の起爆の仕組みが判り、自ら自爆用スイッチを使って、自分の好きな時に自爆しようとしていた。そしてキング・ビアルとザンボット3の攻撃によって生じたバンドック内の混乱に乗じて兵士たちを道連れに自爆し、香月たちに脱出口を作った。
防衛軍隊長
声 - 加藤正之
第20話で登場した国際防衛軍の戦闘指揮官の隊長で、政府の命令により神ファミリーの言い分も聴かずにキング・ビアルを強制的に接収しようとするが、ガイゾックとの実戦経験不足によって苦戦を余儀なくされ、結局兵左衛門の言葉に従って、戦闘指揮権を神ファミリーに任せることになる。
鶴井（つるい）、湯島（ゆしま）、草原（くさはら）
声 - 岡田道郎（鶴井）、島田彰（湯島）、田中崇（草原）
防衛軍の選り抜きパイロットで、実戦シミュレーターを体験済み。第20話で鶴井がザンバード（ザンボ・エース）、湯島がザンブル、草原がザンベースに搭乗するが、実戦経験不足から再生メカ・ブースト ガルチャック相手に苦戦を強いられ、正規パイロットの勝平、宇宙太、恵子に席を譲る事になる。

### ガイゾック
キラーザ・ブッチャーに率いられ、かつて恒星カペラの第4惑星ビアルを滅ぼし、今また地球人を根絶やしにするために襲来した謎の勢力（第4話）。ビアル星を破壊し尽くした後、200年の眠りについていたが、地球人の存在を感知して目覚めたとされる（第23話）。巨大要塞バンドックと戦略兵器メカ・ブーストを駆使して、破壊の限りを尽くす。“ガイゾック”とはその集団を指すと同時に、ブッチャーを陰で操るさらに上位の存在の名称でもある。
キラーザ・ブッチャー
声 - 島田彰
ガイゾックの司令官。地球人を殺すことを快楽とする残忍で悪辣、冷酷さに滑稽さも併せ持った巨漢。かつては痩せた惑星で獣を追ってその日暮らしをしていた蛮族の出身であり、2,000年前にガイゾックに拾われて（第11話）全身を機械に置き換えられたサイボーグとなっていたことが第22話で明らかになる。額の宝石からは光線を発射することもできる（第11話）。
よく「ホーッホッホッホッ…」と高笑いしながら骨付き肉をしゃぶっている。人類を殺戮することを楽しむ一方、地球文化に興味を持ち、それを曲解した娯楽に興じる。部下達には蛮刀を振るって脅すが、自身の支配者であるガイゾックには怖れと怯えを隠さない。
最終決戦の際には自ら戦うことに恐れをなしていたが、勝平たちの前に姿を現した際には「覚悟などとうにできている」と宣言した。死の直前には勝平たちに戦う意味を問い、その空しさを看破した。一人称は「ワシ」が基本だがガイゾックの前では「私」になり、さらに敬語を使う。
ネーミングの由来は当時人気があった悪役レスラー、キラー・トーア・カマタとアブドーラ・ザ・ブッチャー。命名者である高千穂遙が、安彦良和にアブドーラ・ザ・ブッチャーの写真を参考にキャラデザインを進めさせた。
ギッザー
声 - 永井一郎
ガイゾックの作戦士官。大柄で、顔には数多くの傷痕がある。前線で作戦の指揮をとることが多い。頭はそれ程優れているわけでもなく、その慢心が仇になって失敗することも多い。
バレター
声 - 古川登志夫（第4、7、8話を除く）
ガイゾックの武器士官。痩せ型。ブッチャーに攻撃作戦を助言。一応頭脳派だが、そそっかしい性格。前線指揮をとることもある。話によって声色が極端に変わることがある。第16話ではメカ・ブースト ブウボンに乗り組み、直接指揮を執っている。
ズブダー（ズブター）
声 - 野島昭生
ガイゾックの技術士官。小柄な体格でメカ・ブーストの製造を担当、ギッザーから、連敗ばかりで役立たずのメカ・ブーストは無用と謗られる描写が見られた（第21話）。
なお、彼ら三幹部は最終決戦が開始された第21話にて、初めて勢揃いする。その後の第22話ではガイゾック側キャラはブッチャーしか登場していないため、その去就は不明。
その他
ガイゾック側のキャラクターとして第7話に登場したアクセサリーデザイナーや、第19話での人間爆弾改造手術を行う医師の他、ガイゾック兵士たちが多数登場する。垂れ下がった大きな耳と青白い肌色（幹部のみ。兵士は普通の肌色）が特徴で、合言葉は「ギョイ・ブッチャー」。「ギョイ」は「御意」の意味である。地球人に変装する際は耳隠しとファンデーションを使用する。
ガイゾック
声 - 渡部猛
物語の黒幕。ブッチャーをサイボーグ化し地球人の抹殺を託していた。普段はバンドック内の奥にある神殿に控え、必要に応じてブッチャーを召喚して指示を与えていた謎の存在で、ブッチャーが作戦に失敗すると電撃で制裁を加えるという、一見するとこの時期のアニメ作品などでは定番の大ボス。ブッチャーの前に登場するときは巨大な目玉のような姿だったが、本体は巨大な脳のような形状である。その正体は宇宙の静かな平和を破壊する悪い考えを持つ知的生命体を滅ぼすために、ガイゾック星人が造った「コンピュータードール第8号」で、かつてビアル星人の考えに反応してこれを滅ぼした後に眠りについたが、それから200年後に地球人の存在を感知し再び目覚めることとなる（第23話）。
最終決戦で神ファミリーの前に立ちはだかり、激戦の果てに致命的なダメージを受けると、内部に進入した勝平と対面して敗北を認め、自身の存在理由と目的、さらに家族や友を犠牲にしてまで悪意だらけの地球人を守る意味を問うた末に爆発して果てる。衝撃を受けて動揺する勝平は泣きながら「そんなことはない！（地球人は）みんな良い人ばかりだ！」、「俺たちの地球だ！（地球は俺たちが）守らなければいけないんだ！」と反論するが、それ以上の抗弁はできなかった。
なお、製造主であるガイゾック星人についてはいっさいが謎に包まれており、どのような宇宙人であるのか、バンドックが地球を襲撃している時点においてどうしているのか（滅んでいるのか、それとも宇宙の平和実現を掲げて未だ活動しているのかなど）、まったく明かされていない。

## 登場メカ

### 神ファミリー側
メインメカであるザンボット3とキング・ビアルが建造されたのは本編の200年前で、『勇者ライディーン』や『伝説巨神イデオン』などと同じく、主人公たちが生まれるよりはるか前という設定になっている。
第20話で、神ファミリーによってキング・ビアル（ビアルI世、ビアルII世、ビアルIII世）とザンボット3（ザンバード〈ザンボ・エース〉、ザンブル、ザンベース）の設計図がすでに（1箇月前に）政府に渡されており、世界中で建造が進められている事が明らかとなったが、（完成までにまだ2箇月はかかるため）バンドックとの最終決戦には間に合わなかった。なお、主役メカに量産計画が持ち上がるエピソードはアニメでは本作が最初である。

#### ザンボット3
ザンバード、ザンブル、ザンベースの3つのメカが「ザンボット・コンビネーション」で合体して、1体の巨大ロボットになった形態。頭頂高（三日月頂点まで）60m、重量700t、出力3,000万馬力。なお、講談社の『テレビマガジン』1977年11月号で紹介された際は「全長60メートル、重量10万トン、出力10万馬力」とされていた。
ザンボット3の頭部は、ザンボ・エースの頭部を襟部分がプロテクターとして覆うことで形作られている。
初登場は第3話。3機が合体することで完成するイオンエンジンによって動く。多様な武器を搭載しているほか、第22話では「ビアルI世のエネルギーでは稼動させるには不足」と語られているイオン砲を臨時で使用しており、瞬間的なエネルギー総量はビアルI世を上回る模様。合体時のメイン操縦はザンバードで、サブコントロールはザンブルとザンベースで行う。
ザンボット3には操縦者の精神と反応するシステムが搭載されており、素早い反射神経の動きをストレートにコンピューターに送り込むためには、勝平たちのような年頃の神経が必要とされ（第20話）、子供がロボットのパイロットを務めることの理由付けとなっている。また3人には半年間に及ぶ睡眠学習によって各マシンの操縦法がレクチャーされていたと同時に、ザンボット3を操縦するうえでの（反射神経の動きを送る）妨げとならないよう「戦闘に対する恐怖心」が取り除かれていたことが明らかとなる（第20話）。
合体時の「ザンボット・コンビネーション! ワン!」の号令は勝平が、「ツー!」を宇宙太、「スリー!」を恵子がコールする。「ワン!」については第15話と第20話以降は、勝平の代わりに千代錦が担当して吠えている。
劇中ではたびたび苦戦を強いられているが機体自体は非常に頑丈で、第17話ではヒラヤンガーの攻撃によってエネルギーパイプが破損、最終話ではビアルI世のミサイル（幻覚による誤射）とバンドック砲で損壊した例を除き、機体が欠損したことがない。
地上のみならず空中・水中・宇宙とあらゆる領域での活動が可能であるが、潜水の限界深度は約7,000mと第18・19話で判明している。ただし、第19話ではバンドック攻撃のため限界をはるかに超える9,500mまで潜水しており、機体が水圧に耐えきれず、コクピット内に浸水するなどしていた。
バンドックとの最終決戦の際、手足を失うなどの甚大な被害を受けたため、ザンバードのみを強制的にコンビネーション・アウト（分離）し、宇宙太と恵子は命を代償にしてバンドックに特攻、自爆する。その際、3機が合体しないと発動しないはずのイオンエンジンを突入と同時に爆発させている。
宮武一貴によるザンボット3のラフデザインはコン・バトラーVのイメージが多少残っているデザインだった。とくに頭部デザインには口元がマジンガーZやグロイザーXに似たデザイン、あるいはギンガイザーのようなアイマスクを付けた鼻と口があるものなど、（宮武以外のデザイナーたちのラフを含め）それらを平山がまとめた多くの頭部ヴァリエーションの画が残っており、決定稿の三日月兜が決まるまでに試行錯誤を繰り返していたことがうかがえる（三日月の飾りが決定した後も、口を隠すマスクのデザインが決定するまで多くの案が検討されている）。
『機動武闘伝Gガンダム』の第48話・第49話（最終回）でガンダム連合に紛れてカメオ出演している。
武装
ザンボット・グラップ（ザンボットグラップ）
サイをモチーフとした手持ち武器。よく誤解されるが十手ではない。本来のサイ同様に2振り一組として振るう。敵を斬る、または刺す、更には投げつけて戦うのが基本だが、これだけではメカ・ブーストに致命傷を与えられず、多くの場合、後述するカッター、ブローといった武器に変化させて使用される。
後部にはバーニアが仕組まれており、敵に刺さった状態で更に推進して深くめり込ませる（あるいは貫通させる）ことや（第21話）、収納したまま手首の付け根付近から刃だけを出して使用することも可能（第16話）。
ザンボット・カッター（ザンボットカッター）
2振りのザンボットグラップを柄の部分で合わせ、片方の刃を伸長させた刀。もう一方は柄に収納され、これを使用した技に「ザンボット十文字斬り」（第3話）がある。
日本刀のように刀身に反りがある場合と、グラップの刃部分の延長という具合になったりとデザインと画に若干の混乱があり、玩具の場合でもどちらか一方のデザインで製品化されている。ムーンアタック以外でメカ・ブーストを倒した数少ない武器（第3、21話）。
ザンボット・ブロー（ザンボットブロー）
上と同じにザンボット・グラップを合わせ、柄を伸長させた槍。初使用は4話。使用回数はザンボット・カッターより多い。長さはザンボット3と同程度だが各話の演出によっては非常に短く描かれる（第19話）こともある。
中央の刃は直線的だが、同じ理由で反りがある回がしばしばある。メカ・ブーストを刺し貫いて行動不能にする威力も発揮した（第12、13、19話）。
ザンボット・バスター（ザンボットバスター）
両膝の外側に装備されている（ザンベースの状態では存在せず、合体後に出現）十字手裏剣型の投擲武器。基本的に手にとって投げるものであるが、第15話では接続部から直接発射したり、手に持って相手を殴ったりしている。なお、四方に伸びた突起部はミサイル（バスター・ミサイル）になっていて、第8話でメカ・ブースト ガルチャックに投げつけた際にはミサイル部分が爆発して欠損する様子が見られる（返ってきたバスターが膝に再装着されると、ミサイルの次弾が内部よりセットされて元の十字手裏剣の形に戻っている）。
オープニングの絵コンテでは「バウザー」と誤記されている。
バスター・ミサイル（バスターミサイル）
ザンボット・バスターの四方に伸びた突起部はミサイルになっており、膝に装備したままで発射される。バスターを回転させることで連射することも可能。
ブル・ミサイル（ブルミサイル）
腰前面の2つの黄色い円形部分に内蔵されている連装式大型ミサイル。設定画には“腰ミサイル”と書かれている。バスター・ミサイルと同時発射される場合もある（第16話、第22話、第23話）。
初使用は第5話で、名称コールされない唯一の武器だったが、例外的に第21話で宇宙太が単に「ミサイル！」と叫んで発射している。
アーム・パンチ（アームパンチ）
いわゆるロケットパンチで、手首のみが発射される。ザンブル・ザンボット3のどちらでも使用可能な武器。ザンボット3が使用したのは第13話と第17話で、17話ではグラップを手に握ったままで発射している。
ホーミング機能を備えていると思われ、敵を正面だけでなく、背部からも攻撃した（第13話）。
レゴン
ザンベース時にカナード翼に付いている偵察メカで、ザンボット3合体時には腰に装着される。
ザンボット3が使用したのは第21話のみ。
ザンボット・ムーン・アタック（ザンボットムーンアタック） / ムーンアタック
額の三日月から放つ必殺技。三日月形のエネルギー弾が分身して対象を取り囲んだ後、一点集中攻撃を行う。エネルギーチャージする暇さえあれば、いつでも撃てる上、連続使用も可能（第8、13話など）。第4話で初使用されて以来、必殺技として多くのメカ・ブーストにとどめを刺したものの、第8話ではあらゆるエネルギーを反射する特殊金属で全身を覆われたメカ・ブースト ガルチャックによってはね返されてしまい、その後もムーンアタックを中和できる光線を使用するメカ・ブーストが何度か出現したこと（第13、21話など）や、バンドック（頭部）には効かなかったことから（第18、19、22話など）苦戦は免れなかった。
発射時のポーズは「右腕（平手）を水平に伸ばし、左腕は水平から曲げて三日月に左平手を添える」（第4話など。第12話では例外的にこのポーズで新しく作画されている。）と「左手を三日月に添えずに垂直に構える」(第8話以降の大部分の回。ただし第10話、第11話では左右逆のポーズで放たれている)に、OPラストカット及び、アイキャッチで放つ左手と右足を前に突き出した合体完了時のポーズで放つ（第18話）三種類が存在している。
三日月の破壊エネルギーは敵を貫いた後も持続する。第19話ではこの性質を利用して、バンドックのバリアーに投げつけたメカ・ブースト ガイダーと、バンドック双方に当たるように放たれた。
また、『スーパーロボット大戦Z』でのダイターン３との合体攻撃時には、サン・アタックの特性も加わり、止めを刺す時にキックで敵の三日月型に光るボディを貫く演出になった。
イオン砲（臨時イオン砲）
キング・ビアルの武装を流用したもの。第22話でビアルI世に積まれていた予備を使用し、バンドックの頭部を破壊した。ザンボット3が使用するには回路の接続変更とエネルギーチャージが必要であり、かつ高エネルギーを消費するため、発射後の戦闘行動にも支障が出るおそれがあることから、あくまで緊急の措置である。

ザンバード / ザンボ・エース（ザンボエース）
勝平が搭乗する高速戦闘機。ザンボット3の頭部、胴体中央部となる。単独でロボット「ザンボ・エース」に変形できる。変形所要時間は15秒、変形のコールは「エースチェンジ」、逆にバードに戻る時は「バードチェンジ」（第12話）。頭頂高30m（ザンボ・エース時）、重量250t。コクピットは並列副座式で、ザンバード時の機首（ザンボ・エース時の爪先）にあり、左に勝平（第1話など例外あり）、右に千代錦が乗る。ザンボ・エースへの変形時には勝平の席がエース時の頭部へと移動する）。第2話で兵左衛門と花江にブスペア、第6話で源五郎、第17話で梅江を乗せたこともある。第1話のドミラ戦で初陣を飾ると同時に勝利。第2話のジドビラー戦と第18話のクラーゲン戦では、ザンブルとザンベースの支援を得てこれらを撃破した。
イオンエンジンはザンボット3に合体しないと作動しないため、ザンボ・エースはそれ以外のエネルギーで駆動していると考えられる。コクピットには衝撃からパイロットを守るエアバッグが装備されている（第1話）。翼には高熱を発生させて氷を溶かす機能があり、第9話でメカ・ブースト アモンスガーの冷凍ガスで左翼が凍ってバランスを崩した際に使用された。
最終話で大破しながらも地球に帰還し、駿河湾に着水。海水に濡れて、あたかも涙を流しているかのように描写された。
武装
バード・ガン
コクピット上部に収納されている50mmバルカン砲で、左右2門ある。ザンバードの主力兵装だが、ザンボ・エース形態でも使用可能であり、勝平はこのときに限って「バード・ガン」と掛け声を発していた（第13話）。なお、第18話でのザンバードは両腕の先端部分からも機銃を撃っている。
トレンブル・ホーン（トレンブルホーン）
音波兵器。尾翼中央から露出し展開する（第6話 ザンバード時のみ使用）。
ザンボ・マグナム（ザンボマグナム）
ザンボ・エース用のオプションである拳銃。ホルスター自体が単体飛行可能で（“ホルスター・ジェット”と呼ばれるホルスター付ガンベルト）、ビアルI世またはザンベースから射出される。これをガンベルトのように腰に装着し、ホルスターから銃を引き抜いて射撃する。なおエースが静止状態で敵が正面にいる場合に限り自動照準となるが、機体が移動している場合は手動で狙いをつけなければならない（第1話）。ホルスターにはザンボ・マグナム用の予備弾倉やサイレンサーなどさまざまなオプションパーツがセットされており、その中からエクステンションバレルやストック、スコープ、を装着して狙撃用のライフルとして使用したり、あるいは連射用のドラムマガジンを弾倉部に追加したりもできるうえ、さらにはメカ・ブーストに止めを刺す威力も発揮する46cmグレネードランチャーも存在するが、これがあるとザンボット3の活躍が減るため、物語の中盤になってからはグレネードランチャーの出番を失った。
クラスターロケットランチャー / クラスターロケット（本編未使用）
ザンバード時に主翼に懸架可能な7連装ロケット弾ポッド。
大型ミサイル（正式名称不明・本編未使用）
ザンバード時に主翼に懸架可能な大型ミサイル弾。設定画には“翼大型ミサイル”と書き込みされている。なお、クローバーの宣伝用パンフレットの武器装備図解には“バードミサイル”との記載がある。
ハンド・ミサイル（本編未使用）
ザンボ・エース版アーム・パンチで、高速回転しながら飛んで行って相手の体をぶち抜く、とされる。これが掲載されているクローバーの宣伝用パンフレットでは、ザンボット3の一部の設定が決定稿と異なるデザインや名称で紹介されていることや、この武装が正規の設定画には見当たらないことから、没設定の可能性が高い。
妨害ビーコン
いわゆる電子妨害手段。第1話でメカ・ブースト ドミラのホーミング・ミサイルを回避するのに使用された。

ザンブル
宇宙太が搭乗する重戦車。ザンボット3の胴体・腕部となる。全長14m（クラッシャー・ドリルのセット時は20m）、全高10m。飛行も可能で、劇中では移動距離の都合でもっぱら飛行していた。「地中も潜れる」と記述している資料もあるが、劇中でそのような説明や描写がされたことはない。コクピット部は比較的下部にあり、合体時にはザンベースのコクピットと重なるように下部に収まる。初登場となった第2話では、ミサイルの爆風で横倒しになるが、腕部を使って車体を起こすシーンがあることから、戦車形態でも腕は動かせるらしい。
第17話では名称不明メカ・ブーストB、Cを単独で、第18話ではメカ・ブースト クラーゲンをザンボ・エースと共同で撃破している。
最終話で大破し、ザンベースもろともバンドックに体当たりして爆発四散した。
当初はザンボエース同様に単独でロボットに変形する予定があったため、初期のデザインには頭部や脚部のあるものも存在する。また、ザンバードのようにビアルII世格納時の状態から、どのようにパイロットが搭乗するのかというシークエンスもデザインされたが、本編では使用されなかった。
「スーパーロボット大戦シリーズ」に登場する本機体はゲーム中、飛行不可。
武装
アーム・パンチ（アームパンチ）
ロケットパンチのように手首から先の拳を発射する打撃兵器。ザンボット3合体時にも使用できる。
クラッシャー・ドリル（クラッシャードリル） / ドリルミサイル
普段は機体内に収納されて見えないが、機体前部（ザンベースとの合体時の両脚接合部分）からとびだす2つの巨大ドリル。ドリルの基部はザンブルとワイヤーで結ばれており、撃ち出すこともできる（第14、21話）。なお、第2話や第14話で使用されたときは2つのドリルを同時に、第21話では右脚接合部のドリルは出現させない状態で、左脚接合部からのみドリルを発射している。
ビッグ・ミサイル
コクピット上部後方から機体前部に発射台がせり出し、放たれる大型ミサイル。設定画には「戦車大型ミサイル」と書き込まれており、「大型ミサイル（超大型ミサイル）」と記載する資料もあるが、劇中では「ビッグ・ミサイル」と呼称されている（第9、14、17話）。
第17話ではメカブーストCを撃破しているほか、第18話ではこれを抱えたザンボ・エースがメカ・ブースト クラーゲンに直接ぶつけて倒している。
ビッグ・キャノン
機体中央（ザンボット3の胴体中央）が縦に展開してせり出す“戦車砲”。劇中では「ビッグ・キャノン」と呼称されている（第2話）。
第17話ではメカブーストBを撃破している。
ブル・ミサイル（ブルミサイル）
前部サイロから発射する連装ミサイル。設定画には「腰ミサイル」と書き込まれていることから、そのように記載する資料もある。アームパンチ同様、ザンボット3合体時にも使用できるが（というより、ザンブル時は射線を塞ぐ腕を避けさせないとそのままでは発射が難しいと思われることから、実際はザンボット3の武装としての方が主であった）、単体時での使用例はない。
装備
救命用はしご
第18話で使用。機体下部から出す、救助用の縄梯子。
救命ボート
同じく第18話で遭難者に人間爆弾が紛れ込んでいる危険性から、安全が確認されるまではしごではなく、こちらに変更するように命じられたが、ボートそのものの描写はない。
ザンベース
恵子が搭乗する偵察支援メカ。ザンボット3の脚部となる。全長35m（なお全長を30mと記載している資料も多いが、この数値だとメカの比較対照図との整合性が取れない）、全高9m。
バックパックが機体上面に付いており、合体時には外れてザンボット3の背中へと移動し、ザンブルのキャタピラを覆う形で装着される。ビアルI世同様にザンボ・エース用の武器・ザンボマグナムを（ホルスター・ジェットの形で）搭載・射出する（第2話ではグレネードランチャーのスペア弾頭のみを数発投下してもいる）。合体時の腰部両脇には小型偵察メカ・レゴンを装備。降着装置は車輪とキャタピラ（合体時の足のウラ）の併用である。なおザンボット3両膝の外側に付いているザンボットバスターは、ザンベースとして分離状態のときには見られないため、機体内に収納されていると思われる。
最終話ではザンブルとドッキングしたままの状態で機体をコントロールし、バンドックのエンジン部に体当たりして、ともに爆散した。
設定ではビアルIII世格納時の状態から、どのようにパイロットが搭乗するのかという発進シークエンス（ワンダバ）がデザインされていたが、ザンブルと同様に本編では映像化されなかった。
なお、コクピットの外観はともかく、内部デザインはザンブルと共通している。
武装
ベース・ミサイル / キャタピラカバーミサイル
バックパックの2門の発射口から放つミサイル。第17話では、これで名称不明のメカ・ブーストAを撃破している。配置的にザンボット3合体時での発射にも問題ないと思われるが、使用例は無い。
劇中では「ベース・ミサイル」と呼ばれていた(第9話）ほか、当時のクローバーの玩具『ザンボット3 コンビネーションプログラム』のCMにおいても、恵子が「ベース・ミサイル」との掛け声を発しているのを確認できる。
ベース・レーザー（ベースレーザー）
コクピット後方からせり出した砲塔から発射するレーザー砲。
ベース・ヒート / ベース・ファイアー
機体の上部から発射する“熱戦砲”。劇中では第6話で「ベース・ヒート」、第12話で「ベース・ファイアー」と呼ばれていた。
他にバックパックのミサイル発射口からも熱線を放射したことがある（第9話）。
レゴン
カナード（前翼）の先端に装着された、カメラを内蔵した偵察メカ。探索や偵察（第3話など）のみならず、メカ・ブーストの弱点を調べる際にも威力を発揮し（第2話）、ザンボット3合体時にも使用できる（第21話）。同型あるいは予備のものがビアルI世にも搭載されているらしい（第18話）。
キング・ビアル（キングビアル）
ビアルI世、ビアルII世、ビアルIII世が合体することで完成する恒星間移民船兼移動基地。全長200mを越える巨大艦で、イオンエンジンを主動力とし、最強兵器「イオン砲」の他、多数の武器を装備する。
左右非対称という意欲的なデザインはスタジオぬえが担当したが、富野から「アニメ的な戦艦ではなく、SFとして耐え得る、見たことも無い宇宙船を」、との指示があったという。合体のパターンは『ゼロテスター』のテスター1号機を踏襲している。
第4話で3つの基地が合体しキング・ビアルとなるが、自動合体システムの不具合で、合体はそれぞれの家族総出のマニュアル操作となった。しかしその後、度重なる戦闘によるダメージや資材不足を解消するため、第9話で一時的に分離し、第18話で再集結するまで、I世単体で指揮することとなった。その際、ザンブルとザンベースのみがI世に残留している。
なお、宇宙空間ではI世とIII世の白色が暗い青色に見える。
ビアルI世
ザンバードを格納する移動要塞。駿河湾の海底に隠されていたビアル星人の遺産で、神一家が管理する。キング・ビアル合体時には中枢部としてコントロールルーム兼補修部品格納庫となり、ザンベースと同様、ザンボ・エース用の「ザンボマグナム」を搭載・射出する。また、第22話ではザンボット3がI世から予備のイオン砲を取り出して使用した。主武装は大型ミサイルランチャー4基と小型ミサイル発射管6門。ただし、キング・ビアル合体時には大型ミサイルランチャーが邪魔になるため、これらの武器の同時使用ができない。その他にも機関砲やレーザー砲などを装備しているが、本編では第22話でしか使用されていない。ブリッジの巨大スクリーンは、『宇宙戦艦ヤマト』のヤマトの第一艦橋のビデオスクリーンを模したもので、スタッフの（ブリッジ全体の）イメージとしては、ヤマトを超えるものにしたかったそうである。本艦は『ゼロテスター』のマーク3を参考にしており、初期のデザインではIII世だった。
最終話にて、機能停止したバンドックもろとも地球に墜落するザンボ・エースを救うため、その船体でバンドックの減速を試み、ザンボ・エースを脱出させる時間を稼ぎ、バンドックとともに大気の断熱圧縮で分解・焼失した。
全長などの具体的なデータは公表されていないが、第2話、4話や、キング・ビアル合体時の第9、21話において、ザンボエースで発艦を行い、9話では強制着艦まで敢行されていることから、艦首のザンバードのハンガーブロックはザンボエースに変形可能である程にスペースに余裕があることがうかがえ、また 第15話でジェームス提督の旗艦（アイオワ級戦艦に類似）が接舷した際の対比から見ると、同艦よりも大きく、かなりの大型艦である模様。
ビアルII世
ザンブルを格納する移動要塞。東京湾の海底に隠されており、神江一家が管理する。船体下面にキャタピラを装備し、3基の中で唯一地面に着陸できる。ザンブルは右側艦首に搭載。
キング・ビアルへの動力供給を司り、かつメインエンジンとして機能する。他の2基が白を基調としたカラーリングなのに対し、II世のみは黄色が基調。キング・ビアル集結の際には基地が2つに分離し、I世、III世を左右から挟むように合体する。陸地を移動できるため、2輌の探査車両としても使用されるが、合体時には船体下部に部品が数点出っ張るため、地上への着陸は不可能となり、専ら浮遊するか着水するかのいずれかとなる。『ゼロテスター』のマーク2を参考にしている。武装は左舷上部に単装機関砲1門と4連装ミサイルランチャー1基、右舷上部にレーザー砲塔2基、両舷に小型連発式ミサイルランチャー各1基。
第21話でガイゾックの攻撃で甚大な被害を受けた際、エネルギー回路を切られて主力兵器のイオン砲が使用不能となったため、苦戦する神ファミリーを救うべく兵左衛門と梅江の操縦で分離し敵中に突撃。バンドック下部に激突して爆発した。
ビアルIII世
ザンベースを格納する移動要塞。長野県の諏訪湖の湖底に隠されており、神北一家が管理する。キング・ビアル合体時には艦首部となり、後方にザンベースの格納ハンガーがある。
キング・ビアルの情報管制機能を司り、イオン砲を搭載しているが、コントロールシステムはI世、エネルギー供給はII世に依存しているため、キング・ビアルに合体しないと使用できない。他にもミサイルランチャーやレーザー砲、熱戦砲など多くの武装を持ち、突端にはバリアー発生機を内蔵している。なお、パラボラアンテナやノズル等があるが、これは『2001年宇宙の旅』に登場するディスカバリー号の装備を模したものである。『ゼロテスター』のマーク1を参考にしている。初期デザインではI世だった。
第22話で、源五郎の操縦で青騎士ヘルダインに体当たりを敢行、これを撃破し、次いで赤騎士デスカインに特攻、共に轟沈する。

#### その他（神ファミリー側）
巨大宇宙船（巨大宇宙ステーション）
キング・ビアルをはるかに凌ぐ（全長は数km以上に及ぶと思われる）ビアル星の“超巨大宇宙船”。第4話で兵左衛門が語る伝承の中で、ビアル星と思しき惑星を背に、あるいはキング・ビアルとともに数隻が登場した。バンドックによって母星を焼き尽くされたビアル星人がこれに乗って脱出し、新天地を目指して旅立った。しかし、キング・ビアルと航海をともにしたものがあったかは定かでなく、また地球に到着したものもないため、これら移民船のその後は判っていない。
『DVDメモリアルボックス』特典の「ザンボット3アーカイブ」では、母星を破壊されたビアル星人が避難した仮住まいの“巨大宇宙ステーション”であり、キング・ビアルはここから旅立ったと解説している。なお、本編中では「キング・ビアルが巨大宇宙船（巨大宇宙ステーション）内で造られた」とする描写も明言もされていないが、設定画にはキング・ビアルが巨大宇宙船から発進する図が描かれている。
ボート（第5話）
第5話で登場した小型水上船。神ファミリーはメカ・ブースト戦の後、これに乗って被害を受けた人たちの救援物資を渡しに行ったが、足蹴にされた。
小型艇（第9話 - 第12話）
第9話でキング・ビアルに収容された大滝社長がパニック状態で乗り込んだ、飛行能力と潜水能力を持つ自動車に似た小型艇。しかし、メカ・ブースト アモンスガーの磁力水爆に吸い寄せられてしまった。
第10話で野崎の身を案じる梅江、第11話ではバンドックに潜入する兵左衛門と源五郎が乗り込み、戦場に駆けつけた。ビアルIII世にも積まれており、第12話では公子が乗り、友人に嫌われて傷心の恵子の前に母の由美子に代わり、その言葉を伝えるために現れた。
潜水艦（第16話）
第16話で「地球の平和を守る」と言い残して和行、きいろ、公子の3人が乗り込んだ小型潜水艦で、ビアルII世に積まれていた。魚雷を搭載し、小型メカ鮫を魚雷で次々と破壊していったが、巨大メカ鮫には噛み砕かれてしまった。
潜水スクーター（第16話）
水中でも航行可能な小型艇。第16話で宇宙太と恵子がガイゾックの人質にされた和行たちを救うべく乗り込み、妨害電波でメカ鮫を無力化して勝平が囮になっている間、メカ・ブースト ブウボンから無事に3人を救出した。

### ガイゾック側

#### バンドック
ガイゾックの巨大戦闘要塞で、キング・ビアルと同じく具体的なスペックは不明だが、放映当時のテレビマガジン誌ではザンボット3の10倍である全長600mと記載されていた。遮光器土偶に酷似した頭部と上半身に、ケンタウロスのような4つの脚を持った半人半馬の姿である。頭部の戦闘基地と胴体の本部基地で構成され、内部にはブッチャーたちの司令室や娯楽部屋、ガイゾック兵士たちが配置されているコントロールブロックや、メカ・ブーストや人間爆弾の製造工場などを備えている。
装備は一撃であらゆる物質を蒸発させる威力を誇る両腕のバンドック砲と、両目から発射する強力なレーザー（第22話）、多数発射され前面に展開されるスペースミサイル（第21話）、その前の防衛線を張るスペース機雷（第21話）、ザンボット以上の大きさの水中ミサイル（第18話）といった武器を持ち、さらに伸縮自在の脚を伸ばして攻撃する他に、着陸時にはザンボット3でも突破できない特殊バリアーを全体に張り巡らせる（第10、11、19話）。頭部のみが独立して行動することも可能で、戦闘ユニットとして前線に出撃することもある（第18、22話）。限界潜行深度は10,000メートル以上でザンボット3よりも上である。このため、日本海溝の底12,000メートルに潜むバンドックを、キング・ビアルもザンボット3も直接攻撃ができなかった（第19話）。機体は極めて堅牢で、ザンボット・ムーン・アタックが通用しないばかりか（第18、19、22話）、キング・ビアルの全兵装による一斉攻撃をものともせず（第19話）、最大火力であるイオン砲の直撃にも耐え得るほどであった（第19話）。
内部の頭脳・動力源がガイゾックの黒幕でもあるコンピュータードール第8号であり、そこでコントロールおよび、ブッチャーに攻撃の指示を与えていた。第21話ではビアルII世の特攻により内部にまで深刻なダメージを受けただけではなく、下部中央のノズル部や左脚等を破損、さらに頭部がイオン砲によって破壊されてしまうが、首無しとなっても最後まで活動し、第23話でザンボ・エースを除いた神ファミリーのメカ全てと刺し違える形で葬られた。
なお、大河原邦男デザインによる初期の設定では、バンドックは主人公たちの基地になる予定で、キングビ・アルと同様3体に分離することも考えられていた。その後、正面アングルしかなかったデザイン原案にスタジオぬえが手を加えて再調整し、全体像や内部などを描き上げた。
メカ・ブースト（メカブースト）
ガイゾックが送り込む戦闘メカ。状況において様々なものが存在するが、総じて怪物然とした姿をしている。時としてブッチャーが観た地球の生物や、文明の利器の応用、或いは誤解した形で攻撃手段として搭載しているものもある。シルエットのみのメカ・ブーストや本編ではその戦いの様子が語られなかったもの（第12、13話など）、あるいは第15話のようにバレターがブッチャーに見せたカタログに掲載されていただけのメカ・ブースト（名前は不詳）も存在する。
第20話では4体のメカ・ブーストが強化再生され、再登場している。
なお初期の企画書では「メカ・ビートル」という名称だった。

#### その他（ガイゾック側）
スネソーザー
カタツムリに似た飛行偵察メカ。多数存在し、世界中に派遣されているらしい。メカ・ブーストとザンボット3の戦闘の様子などの映像をブッチャーのモニターに送信してくる。近年になって目撃例が急増したUFOの正体で、これによって神ファミリーはガイゾックの到来を察知し、キングビアルのサルベージを行うと共に勝平らに睡眠学習をさせ、準備を進めていた。ニックネームは「でんでん虫」で、出現時には勝平たちに少なからず嫌悪感を与えていた。強力な水圧には耐えられないらしい。
ベルター・タンク（第10話・第20話）
自動操縦で動く無人戦車で、バンドックの周囲を警護し、一部は合体してメカ・ブースト トラシッドとなる。
ガイゾックのメカの中では数少ない地球兵器に近いデザインで、強力で正確な砲撃はザンボメカを近寄らせず、ザンベースを損傷させ、後退させた。さらに同士撃ちしないよう判別機能も備えていたが、勝平にカメラを潰されるとコントロールが停止してしまい、そのままその戦車に乗りこんで操縦した勝平によって次々と他の戦車は抵抗できぬままに破壊されていった。
メカ鮫（第16話）
メカ・ブースト ブウボン護衛用に、周囲の海中に放たれていた鮫形のロボット。小型の普通のサメサイズと、ザンボエースなみのサイズの黄色い巨大サメの2種類がいる。妨害電波には弱い。
人間爆弾（第16話 - 第19話）
人間の体内に強力な時限爆弾を埋め込み、一定の時間が来た時に爆発させる文字通りの無差別大量虐殺兵器。埋め込まれた人間には手術時の記憶が消され、さらに印として、背中に星型の痣のような模様が浮かび上がる。いったん埋め込まれると、ビアル星の科学力でも摘出は不可能。埋め込み手術は相手を手術台にうつぶせで固定し、星型の回転機械を人体に押しつけることで行われる。
メカ・ブーストよりも安上がりに人を大量に殺せるとブッチャーはご満悦だったが、浜本やアキの死を見届けた勝平の怒りの攻撃と、香月や爆弾構造を把握した技師たちによる捨て身の逆襲によって阻止された。
輸送艇（第17話）
人間爆弾用に集めた人間たちを輸送・運搬する目的で用いられる、ドーム型の大型メカ。正面のハッチが出入り口だが、そこをザンブルのミサイルで潰された後には、上部に伸縮自在の掃除機のホース様の触手を展開し、人間たちをまとめて吸い寄せる。その時に林は爆死し、香月もまた捕獲され、そのままバンドックへ運ばれた。
脱出カプセル（第18話）
バンドックからミチを逃がすため、香月が乗せた脱出カプセル。ザンボット3が潜航できない10,000メートルの深海の水圧に耐えて無事に浮上し、ミチは神ファミリーと合流できた。
ベルタータンク・カプセル（ベルターカプセル）
第20話に登場。再生トラシッドに合体するベルタータンクを輸送するメカで、キングビアルのイオン砲による狙撃で撃墜されたが、中から落下したタンクは無傷でそのままトラシッドへと合体した。
赤騎士デスカイン、青騎士ヘルダイン（第22話）
ガイゾックがブッチャーに命じて封印を解かせた“ガイゾックの神を守る死の騎士”。バンドック内の神殿にて、ガイゾックの紋章が描かれた盾にブッチャーが斧を振り下ろして封印を解くと、馬と戦車を合わせたような下半身に、鎧騎士の上半身を持つ赤騎士「デスカイン」と、青騎士「ヘルダイン」が出現した。色と頭部飾り以外は2体共同型で、武器は主にデスカインが青龍刀型の剣を、ヘルダインが槍を用いる。
メカ・ブーストとは別格の存在のようにも描かれており、各種資料や劇中のテロップでもこの2体のみ“メカ・ブースト”との肩書きが付いていないが、第23話冒頭のナレーションではメカ・ブーストとして扱われている。堅固な盾でザンボットとビアルの攻撃を寄せ付けず、2体が対になって光り輝き、剣、槍、メイスなどの武器を乱射する合体技「シールド・フラッシュ」で神ファミリーを追い詰めたが、ビアルIII世の特攻により2体とも倒された。
なお、初期の名称は「白騎士、青騎士ギルラ―」だった。

## スタッフ
- 企画 - 日本サンライズ
- 原作 - 鈴木良武、富野喜幸
- 音楽 - 渡辺岳夫、松山祐士
- キャラクター・デザイン - 安彦良和
- メカニカル・デザイン - 平山良二
- プロデューサー - 栃平吉和（日本サンライズ）、大熊伸行（創通エーシェンシー）
- 総監督 - 富野喜幸
- 制作 - 名古屋テレビ、創通エージェンシー、日本サンライズ

## 主題歌
オープニングテーマ - 「行け!ザンボット3」
作詞 - 日本サンライズ企画室 / 作曲 - 渡辺岳夫 / 編曲 - 松山祐士
歌 - 堀光一路、ザ・ブレッスン・フォー、ザ・チャープス / レーベル - キングレコード
第1、3、7、8、10、11、13、16、20話では挿入歌として使用されている。
エンディングテーマ - 「宇宙の星よ永遠に」
作詞 - 日本サンライズ企画室 / 作曲 - 渡辺岳夫 / 編曲 - 松山祐士
歌 - 堀光一路、ザ・ブレッスン・フォー、ザ・チャープス / レーベル - キングレコード
最終話のラストシーンには「もう戦いはない」の歌詞で始まる2番が、挿入歌として使用されている。
補足
主題歌作詞は富野という誤解も多く、書籍『富野由悠季全仕事』でも「（名義はサンライズ企画室だが）富野の作詞」とされているが、DVD-BOXのブックレットに掲載されているインタビューで富野本人がこれを否定している（本作の主題歌の歌詞は女性スタッフによって書かれたとのこと）。ただし、同じく作詞が日本サンライズ企画室名義である後番組『無敵鋼人ダイターン3』の主題歌は富野が作詞をしているらしく、（『機動戦士ガンダム』の主題歌まで含めて）本作の歌詞と共通する単語がみられるなどの関連性について、「（必要があると思ったので）言葉を受け継いだ」と答えている。
当時（1970年代）、アニメソング市場は日本コロムビアがほぼ独占していたが、キングレコードは本作を皮切りに『機動戦士ガンダム』、『伝説巨神イデオン』等、日本サンライズ作品の主題歌販売権を次々と獲得し、シェアを伸ばしていった。なお、本作と初代ガンダムの間に放送された『無敵鋼人ダイターン3』の主題歌販売権は日本コロムビアにあったため、『ダイターン3』のBGM集がキングレコードから発売された際には、堀光一路によるOPとザ・ブレッスン・フォーによるEDが新たに制作・収録された。

## 放送局
- 名古屋テレビ（制作局） : 土曜 17:30 - 18:00
- テレビ朝日 : 金曜 18:00 - 18:30（先行放送）
- 北海道テレビ : 土曜 17:30 - 18:00[注 72]
- 青森放送：木曜 17:00 - 17:30[200]
- テレビ岩手：月曜 - 金曜 17:45 - 18:15 （1980年に放送）[201]
- 山形放送：金曜 17:00 - 17:30[202]
- 東日本放送 : 金曜 18:00 - 18:30[203]
- 福島中央テレビ : 水曜 18:00 - 18:30（1980年4月から）[204]
- 富山テレビ : 月曜 - 金曜 18:00 - 18:30（制作局での放送終了後の1978年に連日放送）[205]
- 石川テレビ : 金曜 17:00 - 17:30[206]
- 福井テレビ：月曜 - 金曜 16:00 - 16:30（1979年に放送）[207]
- 朝日放送 : 月曜 17:00 - 17:30
- 岡山放送：金曜 17:00 - 17:30[208]
- 瀬戸内海放送：月曜 17:00 - 17:30[208]
- 広島ホームテレビ：土曜 17:30 - 18:00[208]
- 山口放送 : 金曜 17:15 - 17:45
- 九州朝日放送 : 金曜 17:55 - 18:25
- テレビ熊本 : 金曜 17:00 - 17:30

## 各話リスト
| 話数   | 放送日         | サブタイトル            | 脚本     | 演出            | コンテ        | 作画                                         | 登場 メカ・ブーストほか                              |
| ------ | -------------- | ----------------------- | -------- | --------------- | ------------- | -------------------------------------------- | ---------------------------------------------------- |
| 第1話  | 1977年 10月8日 | ザンボ・エース登場      | 五武冬史 | 斧谷稔          | 斧谷稔        | グリーンボックス 青木悠三、正延宏三（第1話） | メカ・ブースト ドミラ                                |
| 第2話  | 10月15日       | 燃える死神の花          | 荒木芳久 | 斧谷稔          | 斧谷稔        | グリーンボックス 青木悠三、正延宏三（第1話） | メカ・ブースト ジドビラー                            |
| 第3話  | 10月22日       | ザンボット3出現！       | 荒木芳久 | 行田進          | 秦泉寺博      | 木下ゆうき                                   | メカ・ブースト ガビダン                              |
| 第4話  | 10月29日       | 集結！ キング・ビアル   | 吉川惣司 | 四辻たかお      | 斧谷稔        | 加藤茂                                       | メカ・ブースト ドヨズラー                            |
| 第5話  | 11月5日        | 海が怒りに染まる時      | 五武冬史 | 貞光紳也        | 貞光紳也      | スタジオZ                                    | メカ・ブースト ガルンゲ                              |
| 第6話  | 11月12日       | 父が帰ってきた日        | 荒木芳久 | 斧谷稔 行田進   | 斧谷稔 行田進 | グリーンボックス                             | メカ・ブースト エレギン                              |
| 第7話  | 11月19日       | さらば！ 我が友よ       | 荒木芳久 | 四辻たかお      | 四辻たかお    | 鈴木康彦                                     | メカ・ブースト クモガニラ                            |
| 第8話  | 11月26日       | 廃墟に誓う戦士          | 吉川惣司 | 石崎すすむ      | 磯浜太郎      | 長谷川憲生                                   | メカ・ブースト ガルチャック                          |
| 第9話  | 12月3日        | 危うし！ キング・ビアル | 荒木芳久 | 行田進          | 落合正宗      | グリーンボックス                             | メカ・ブースト アモンスガー                          |
| 第10話 | 12月10日       | バンドック現わる！      | 田口章一 | 金田伊功        | 貞光紳也      | スタジオZ                                    | メカ・ブースト トラシッド                            |
| 第11話 | 12月17日       | 決死の爆破作戦          | 吉川惣司 | 四辻たかお      | 八尋旭        | サンライズスタジオ                           | メカ・ブースト バイブロン                            |
| 第12話 | 12月31日       | 誕生日の死闘            | 田口章一 | 広川和之        | 広川和之      | 鈴木康彦                                     | メカ・ブースト モグンダー メカ・ブースト ハリンダー  |
| 第13話 | 1978年 1月7日  | 果てしなき戦いの道      | 荒木芳久 | 菊池一仁        | 斧谷稔        | グリーンボックス                             | メカ・ブースト ダボンガー                            |
| 第14話 | 1月14日        | スカーフよ永遠なれ      | 星山博之 | 行田進          | 小林三男      | 木下勇喜 長谷川憲生                          | メカ・ブースト カメヅオン                            |
| 第15話 | 1月21日        | 海に消えた老将          | 吉川惣司 | 広川和之        | 八尋旭        | 鈴木康彦                                     | メカ・ブースト デスカメル                            |
| 第16話 | 1月28日        | 人間爆弾の恐怖          | 田口章一 | 金田伊功        | 貞光紳也      | スタジオZ                                    | メカ・ブースト ブウボン                              |
| 第17話 | 2月4日         | 星が輝く時              | 荒木芳久 | 行田進 菊池一仁 | 斧谷稔        | グリーンボックス                             | メカ・ブースト ヒラヤンガー メカ・ブースト (A・B・C) |
| 第18話 | 2月11日        | アキと勝平              | 星山博之 | 山崎和男        | 山崎和男      | サンライズスタジオ                           | メカ・ブースト クラーゲン                            |
| 第19話 | 2月25日        | 明日への脱出            | 吉川惣司 | 広川和之        | 広川和之      | 鈴木康彦                                     | メカ・ブースト ゴルガス メカ・ブースト ガイダー      |
| 第20話 | 3月4日         | 決戦前夜                | 荒木芳久 | 斧谷稔          | 斧谷稔        | 中村プロダクション                           | 再生 メカ・ブースト軍団                              |
| 第21話 | 3月11日        | 決戦！ 神ファミリー     | 星山博之 | 菊池一仁        | 斧谷稔        | 坂口尚                                       | メカ・ブースト ダンガルン メカ・ブースト ゾンダア    |
| 第22話 | 3月18日        | ブッチャー最後の日      | 五武冬史 | 貞光紳也        | 貞光紳也      | スタジオZ                                    | 赤騎士デスカイン 青騎士ヘルダイン                    |
| 第23話 | 3月25日        | 燃える宇宙              | 五武冬史 | 広川和之        | 斧谷稔        | サンライズスタジオ 佐々門信芳                | イメージのベム コンピュータードール第8号             |

- 本放送時に第5話・第6話が再放送された[226]。
- 本放送終了後、次番組の『無敵鋼人ダイターン3』が放映スタートするまでの間の1978年3 - 5月には、第1 - 6、8、11、21 - 23話が再放送された[227]。

## 玩具
ザンボット3は様々なメーカーから発売された。主にパーツの差し替えと組み替えによる3機合体やザンバードがザンボ・エースの変形を再現した。
しかし、デザインや構造自体に無理があるために、組み替えや、補助パーツ無しでの完全合体するザンボット玩具は未だに出ていない。また、クローバー製玩具は、設定に倣った武器も一応は同梱されたものの、それを手に持たせられないアンバランスさも目立つ。
アオシマから発売されたアニメスケールシリーズの中で『伝説巨神イデオンシリーズ』以外のサンライズ作品のスケールモデルで2種類以上出たのはこのザンボット3とダイオージャのみである。またアオシマキットではザンボマグナムが付属するものがあるが、エースではなく、3が持つちぐはぐな面もある。
- クローバー
  - コンビネーションプログラム（組み換え完全合体、再発売時にはコンビネーションプログラムDXの名前に変更）
    - ザンバード、ザンボエース（組み替え完全変形、トレンブルホーン、ハンドミサイル付属）
    - ザンブル（クラッシャードリル、トレンブルホーン付属）
    - ザンベース（レゴン、ザンボットバスター、ザンボットカッター、ザンボットブロー付属）

  - コンビネーションプログラムJr.（組み替え完全合体、レゴン、ザンボットバスター、ザンボットカッター、ザンボットブロー、トレンブルホーン、パワーミサイル付属）
  - ザンボット3（不完全（ザンバード（無変形）のみ分離可）合体、ザンボットバスター、ザンボットカッター、ザンボットブロー付属）
  - ザンボエース（無変形、ザンボマグナム（装備不可能）、ザンボットグラップ、ハンドミサイル付属）
  - パワーモーター付きザンバード、ザンブル、ザンベース（非合体、ザンバードのみ変形、パワーモーターでハイダッシュするプラスチック玩具）
- オリオン
  - ザンボット3（非合体）
  - 合金パズル ザンボット3（非合体）
  - 合体ザンボット3（不完全合体）
    - ザンバード（無変形）
    - ザンブル
    - ザンベース

  - キングビアル（組み替え完全合体。なお、設定名ではなく、商品では単に1号基地、2号基地、3号基地で呼称。キングビアル名称も無く、セット販売もされていない。金属製のザンボット３付属。）
    - １号基地（ビアルⅠ世）
    - ２号基地（ビアルII世）
    - ３号基地（ビアルIII世）
- 青島文化教材社
  - 合体ロボット ザンボット3（無敵合体と合体超人のそれぞれ欠けている物を同梱。組み替え完全合体、ザンボエースのみ変形、ザンボットグラップ、ザンボットブロー、ザンボットカッター、ザンボットバスター、ザンボマグナム付属）
    - 無敵合体 ザンボット3（組み替え不完全合体、ザンボットグラップ、ザンボットブロー付属）
    - 合体超人 ザンボット3（ザンボエースのみ変形、不完全合体、ザンボットカッター、ザンボットバスター、ザンボマグナム付属）

  - マイクロプラモデル ザンボット3（非合体、無変形）
  - ミニ合体シリーズ、スーパーミニ合体 ザンボット3（ザンボットカッター付属、不完全合体）
    - フォート・ビアル
    - ザンファイター
    - ザンキャノン
    - ザンベース

  - アニメスケールシリーズ（非合体）
    - 1/460 ザンボット3
    - 1/240 ザンボット3 （ザンボマグナム、ザンボットカッター付属）
    - 1/240 光るザンボット3

  - スカイネット（非合体）
    - 無敵超人ザンボット3（ザンボットグラップ、ザンボットブロー、ザンボットカッター付属）
    - DXザンボット3&ミニザンバード（ザンボットグラップ、ザンボットブロー、ザンボットカッター付属）
    - スーパーロボットシリーズ 1/300 無敵超人ザンボット3
- 浪漫堂
  - ザンボエース（組み換え変形、非合体）
  - ザンボット3（非合体）
  - バンドック
  - キングビアル（組み替え完全合体。単品とセットが出て、合体するキングビアルとしては唯一のセット化。）
    - ビアルⅠ世
    - ビアルII世
    - ビアルIII世
- バンプレスト
  - プライズ品
    - ザンボエース（無変形。胴体部だけザンバードとコンパチ）
    - ザンバード（組み替え完全合体）
    - ザンブル（組み替え完全合体）
    - ザンベース（組み替え完全合体）

  - スーパーロボット大戦キーホルダー
    - ザンボット3
    - ザンボエース
- バンダイ（またはBANDAI SPIRITS）
  - HGガチャガチャ
    - ザンボット3 A（ムーンアタック）
    - ザンボット3 B（ザンボットブロー）
    - ザンボエース
    - 神勝平（ザンバード付属 これらのバラメカはクリア造型になっている）
    - 神江宇宙太（ザンブル付属）
    - 神北恵子（ザンベース付属）

  - ヒーローメカコレクションVol1
    - ザンボット3（グラップ、ブローの手の付け替え）

  - 超合金魂GX-23ザンボット3（組み替え完全合体） -ザンボット全武装の他、ザンボマグナム、ホルスター、イオン砲が付属。
  - 超合金魂GX-81ザンボエース（組み替え完全変形 非合体） - ザンボマグナム、バードガン、トレンブルホーン、フェイスパーツ付属。
  - 超合金魂GX-84ザンボット3 F.A. （非合体） - ザンボットグラップ、ザンボットカッター、ザンボットブロー付属。
  - スーパーミニプラシリーズ ザンボット3（組み換え完全合体） - ザンボットカッター、ザンボットブロー、ザンボットグラップ付属
    - ザンバード/ザンボエース - ザンボマグナム付属
    - ザンブル
    - ザンベース

  - SRC（サンライズロボットコレクション）
    - ザンボット3 - ザンボットカッター、ザンボットブロー付属。
- B-CLUB
  - ザンボット3（非合体）- ザンボットカッター、ザンボットブロー同時装備。
  - ザンボエース（無変形）- ザンボマグナム、ザンバード（無変形）付属。
- メガハウス
  - コスモフリートコレクション
    - キングビアル（非合体 ザンボット3付属）

## ゲーム
ザンボット3のコンピュータゲーム出演は、プライズ品を出したバンプレストによって行われ、その後バンプレストからゲーム事業を引き取ったバンダイナムコエンターテインメント（引き取った当時の社名はバンダイナムコゲームス）開発のスーパーロボット大戦シリーズ作品に不定期に登場（参戦）している。

## コミカライズ、アンソロジー作品
本作の本放送時のコミカライズ版は、岩田廉太郎によって秋田書店『冒険王』1977年11月号 - 1978年4月号に連載された。基本的にストーリーはテレビ版と同一の内容だが、ガイゾックはブッチャーを頂点とした単なる宇宙からの侵略者であり、アキとミチは人間爆弾にされた後、勝平と香月の活路を開くために爆死。神ファミリー側の殉職者は兵左衛門と梅江の2人だけで、エピローグでは生き残ったザンボットパイロット3人のその後が描かれる、といった差異がある。また、ビアルI - III世はそれぞれ1号基地、2号基地、3号基地と呼ばれており、もっぱら1号基地が戦闘に当たっていた。キング・ビアルは登場せず（3隻が揃って集結することが無いため）、宇宙太と恵子の両親はアニメと異なる独自のデザインであった。長らく、このコミカライズ版は単行本も出ない幻の作品となっていたが、2011年4月に「マンガショップ」から『サンライズロボット漫画コレクション Vol.3 無敵超人ザンボット3』が発売された。執筆を担当した岩田はもともと手塚治虫のアシスタントであったこともあり（岩田は同誌にて本作の直前まで『ジェッターマルス』のコミカライズも手がけていた）、手塚調のヒーローらしい絵柄となっている。また、原作にはない勝平に恵子が思いを寄せているように見受けられるところもある。なお、同誌では次作『無敵鋼人ダイターン3』は岡崎優が描いている。
1998年に双葉社から発売された『スーパーロボットコミック 無敵超人ザンボット3&無敵鋼人ダイターン3』には、神北恵子のスピンオフエピソードである「中2時代」と「緑の戦士」、本作のトラウマの1つである人間爆弾を活かしたエピソード「天使も飛べない空」、そして『無敵鋼人ダイターン3』とのクロスオーバーエピソードである「無敵中年ソンチョー3」が収録されている他、『ダイターン3』の外伝エピソード2本も収録されている。